# Campagna di Polonia
La campagna di Polonia (in polacco: Wojna obronna 1939 roku, guerra difensiva dell'anno 1939 o Kampania wrześniowa, campagna di settembre; in tedesco: Polenfeldzug, campagna di Polonia; in russo: Вторжение в Польшу, Vtorženie v Pol'šu) fu un'operazione militare diretta all'invasione territoriale della Polonia compiuta in due distinte fasi: dal 1º settembre 1939 dalla Germania e dalla Repubblica Slovacca e dal 17 settembre dall'Unione Sovietica, allo scopo di spartirsi il territorio polacco al termine delle operazioni. 
La campagna incominciata il 1º settembre ebbe termine il 6 ottobre con la resa delle ultime forze polacche; l'invasione della Polonia segnò l'inizio della seconda guerra mondiale, in quanto l'aggressione tedesca spinse, il 3 settembre, i paesi alleati della Polonia, Regno Unito e Francia, a dichiarare guerra alla Germania nazista. L'esercito della più grande potenza industriale d'Europa si scontrava con il ben più piccolo esercito polacco: l'esito dell'invasione era scontato, ma nonostante il risultato delle operazioni fosse prevedibile, non lo fu il modo in cui queste si svolsero.
La campagna del 1939 fu il primo esempio di un nuovo metodo di condurre la guerra, per definire il quale fu coniata la locuzione di "guerra lampo" (Blitzkrieg), dove le forze tedesche integrarono le dottrine della "guerra di movimento" e le tattiche d'infiltrazione sviluppate nella prima guerra mondiale con la moderna tecnologia offerta dai carri armati, dagli aerei e dalle radiocomunicazioni, allo scopo di supportare una nuova modalità di guerra caratterizzata dall'uso combinato di quelle nuove forze.

## Premesse
La presa del potere da parte di Adolf Hitler in Germania fu alimentata, tra le altre cose, anche da un profondo sentimento di umiliazione derivato dalle gravose condizioni imposte dagli Alleati a seguito della sconfitta durante la prima guerra mondiale. L'assegnazione di territori abitati da tedeschi a favore dei nuovi stati di Cecoslovacchia e Polonia furono causa di un risentimento che i nazisti seppero sfruttare con successo nella loro ascesa al governo; tensioni che sfociarono nell'ideologia razziale che legava la rinascita tedesca alla riconquista del Lebensraum, lo "spazio vitale" strappato alla Germania a favore di popolazioni orientali considerate inferiori. Alla fine degli anni trenta Hitler, che appena salito al governo intraprese una campagna di riarmo non consentita dal trattato di Versailles, nel 1938 fece pressione su Francia e Gran Bretagna perché accettassero l'annessione dei Sudeti, la zona di confine con la Cecoslovacchia con popolazione in maggioranza tedesca.

### La Grande Germania
Nella costituzione della Großdeutschland, la Grande Germania, ossia l'unificazione dei territori aventi la maggioranza della popolazione di lingua ed etnia tedesca, il primo passo fu l'aumento dell'influenza tedesca sull'Austria, iniziatasi con la nomina di Theodor Habicht a incaricato speciale in Austria nel 1933, e conclusa il 12 marzo 1938 con la definitiva annessione del paese, attraverso il cosiddetto Anschluss. Nel 1935 Hitler ottenne anche, dopo un referendum popolare, la riannessione del territorio della Saarland, la regione ricca di risorse carbonifere occupata da Francia e Regno Unito al termine della prima guerra mondiale secondo le clausole contenute nel trattato di Versailles.

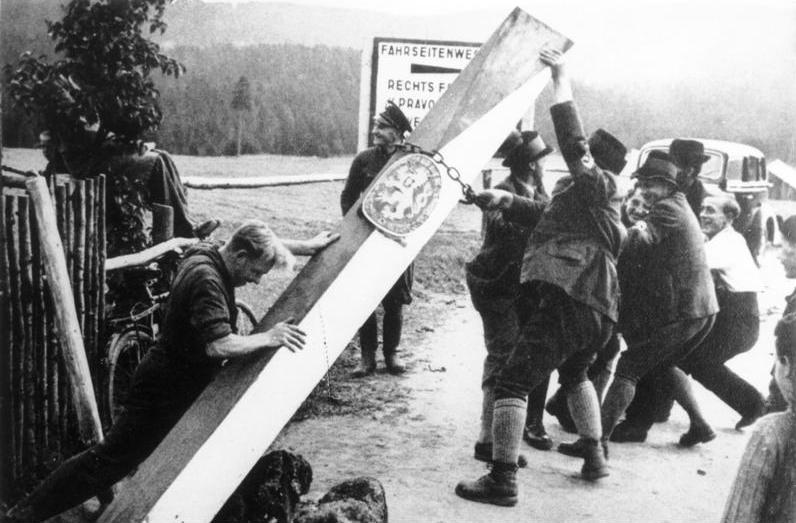
La rimozione della barriera di confine tra la Germania e la Cecoslovacchia nella regione dei Sudeti.

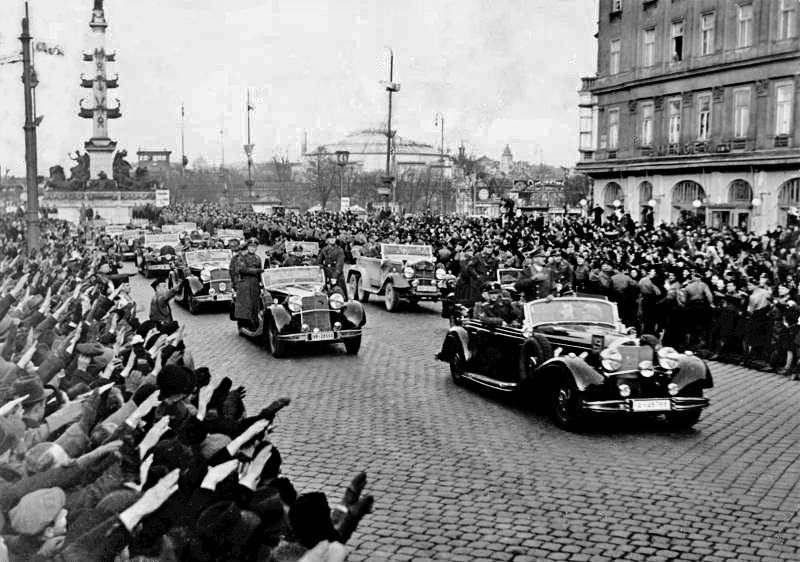
Adolf Hitler fa il suo ingresso a Vienna, nel marzo del 1938, a seguito dell'Anschluss.

Nel frattempo Hitler annunciò, in aperta violazione del trattato di Versailles, il ripristino della coscrizione obbligatoria, la formazione di una nuova aviazione militare e la sua intenzione di non osservare più le clausole sul disarmo. Il ministro degli esteri francese Pierre Laval, il primo ministro del Regno Unito Ramsay MacDonald e Benito Mussolini reagirono formando nell'aprile 1935 il cosiddetto "fronte di Stresa", ma Londra, messa nella difficile decisione di mantenere il "fronte unito" supportando la causa italiana o aiutare la Germania a uscire dall'isolazionismo, scelse la seconda opzione (difendendo i suoi interessi nel Mediterraneo) e consentì a Hitler di concludere, il 18 giugno, il patto navale anglo-tedesco, che limitava il tonnellaggio della Kriegsmarine al 35% di quello della Royal Navy.
Hitler, che in questo modo incrinò il fronte comune che stava crescendo intorno alla Germania, aveva ricevuto indirettamente l'autorizzazione da parte dei britannici al suo riarmo navale aprendo una falla nel fronte di Stresa.
Il passo successivo fu la rimilitarizzazione della Renania al confine con Belgio, Paesi Bassi e Francia, che nel 1925 il Cancelliere tedesco Gustav Stresemann, nell'ambito del cosiddetto patto di Locarno o patto Renano, aveva assicurato di mantenere smilitarizzata, in cambio del ritiro delle truppe alleate entrate in ottemperanza al trattato di Versailles.
Quindi Hitler decise di dare il via all'annessione di Austria e Cecoslovacchia, con l'acquiescenza della Gran Bretagna; nel marzo del 1938, dopo l'annessione dell'Austria attraverso l'Anschluss, il partito tedesco dei Sudeti di Konrad Henlein e Karl Hermann Frank e la minoranza etnica tedesca residente in Cecoslovacchia, in particolare in Boemia e Moravia, incominciarono a reclamare l'annessione alla Germania dopo lo "spostamento" avvenuto a seguito della dissoluzione dell'Impero austro-ungarico.
Hitler indicò nel 1º ottobre la data dell'attacco tedesco se Praga non avesse evacuato totalmente le zone annesse dalla Germania.
L'atteggiamento del Führer spinse la Francia a rafforzare le unità presenti lungo la linea Maginot, il Regno Unito ad allertare la flotta e la Cecoslovacchia a mobilitare circa un milione di riservisti, tanto che il primo ministro britannico, contemporaneamente al Presidente degli Stati Uniti Franklin Delano Roosevelt, inviò una richiesta a Mussolini affinché intercedesse per convocare una conferenza internazionale con l'unico scopo del mantenimento della pace. Il Duce acconsentì, invitando Hitler alla prudenza e concordando un incontro che avrebbe dovuto svolgersi a Monaco il 29 settembre con la partecipazione di Germania, Italia, Francia, Regno Unito, ma non della Cecoslovacchia; il presidente Beneš insistette presso Chamberlain affinché un suo rappresentante fosse presente, ma questi si limitò a rispondere "che ne avrebbe tenuto conto".
Contemporaneamente Hitler incominciò a dare istruzioni al capo del Comando supremo dell'Esercito, il generale Wilhelm Keitel, per la preparazione del piano Fall Grün, il "caso verde", per l'invasione della Cecoslovacchia. La conferenza di Monaco, dove si acconsentì alle richieste tedesche in Cecoslovacchia, servì da catalizzatore per la guerra imminente e convinse Hitler che Francia e Gran Bretagna fossero guidate da uomini pavidi che potevano essere aggirati e costretti ad accettare ulteriori concessioni territoriali, e allo stesso tempo convinse l'Unione Sovietica che le due potenze occidentali non avrebbero onorato il loro impegno a difendere la sicurezza degli stati dell'est e che, di conseguenza, il governo sovietico avrebbe dovuto trovare un accordo con la Germania per riprendersi i territori che furono tolti alla Russia al termine della prima guerra mondiale.

### La questione di Danzica

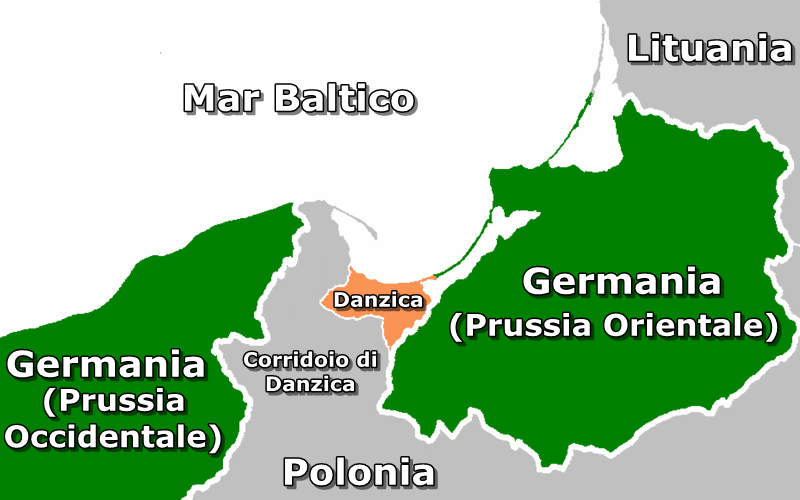
Il corridoio e la Città Libera di Danzica.

Gli eventi che si erano succeduti dal 1934 e ai quali le potenze europee avevano opposto in alcuni casi una minima resistenza e in altri una quasi totale acquiescenza diedero coraggio ai desideri espansionistici di Hitler, il quale rivolse il suo sguardo verso la Polonia, nel quadro generale del suo pensiero che comprendeva, oltre alla creazione della "Grande Germania", la realizzazione dell'espansione del nazismo verso est come egli aveva teorizzato nel Mein Kampf.
Il 21 marzo 1939 la Germania presentò tre richieste al governo polacco: la restituzione della città di Danzica, il consenso alla costruzione di una ferrovia e di un'autostrada extraterritoriali prive di dazi doganali che consentissero il collegamento tra la Germania e la Prussia orientale attraverso il cosiddetto corridoio di Danzica e infine una garanzia, a lunga scadenza, del nuovo assetto territoriale; tali richieste erano in precedenza state avanzate, in via ufficiosa, dal Führer al ministro degli esteri polacco Józef Beck, in un incontro avvenuto a Berchtesgaden il 5 gennaio, con la motivazione che il territorio di Danzica, divenuto città-stato semiautonoma sotto il controllo della Società delle Nazioni, era abitato da cittadini di nascita tedesca per il 95% della popolazione. Durante questi colloqui, Ribbentrop chiese a Beck che venisse trovata una soluzione complessiva di tutti i possibili motivi di conflitto, incentrata proprio sulle cessioni territoriali e di diritti di passaggio sul Corridoio.
Il 22 marzo i tedeschi occuparono la città di Memel in Lituania e, il 31 marzo, Neville Chamberlain tenne un discorso nel quale garantì l'appoggio della Gran Bretagna e della Francia alla Polonia nel caso la Germania ne avesse minacciato l'indipendenza. Questo intento, che in prima analisi può sembrare l'antitesi dell'appeasement britannico portato avanti fino a quel momento, in realtà celava l'equivoco che promettere la tutela dell'indipendenza non garantiva alla Polonia né aiuti incondizionati né la ricerca di un compromesso che, pur salvando l'indipendenza polacca, ne avrebbe ridotto l'estensione territoriale. Il discorso di Chamberlain infatti va inteso come un'ultima ammonizione a Hitler di non compiere ulteriori passi di guerra, invitandolo a sedersi al tavolo delle trattative per inserire il Terzo Reich in un sistema di pace europeo. Qualche giorno dopo Józef Beck si recò a Londra per dare una forma concreta alle parole di Chamberlain, ma il patto di mutua assistenza anglo-polacco fu siglato solo il 25 agosto. In ogni caso questo non servì a fermare le intenzioni di Hitler, il quale, il 3 aprile, emise una direttiva segreta denominata Fall Weiß ("caso bianco"), che ordinava allo Stato maggiore generale tedesco di preparare un piano per l'invasione della Polonia; il 4 aprile, il Führer convocò l'ambasciatore polacco a Berlino Józef Lipski, comunicandogli che i termini delle richieste precedentemente avanzate "non erano più negoziabili".
L'atteggiamento si aggravò ulteriormente il 28 aprile, quando Hitler tenne un discorso al Reichstag nel quale sostenne l'umiliazione dei rappresentanti tedeschi a Versailles e la violazione, da parte della Polonia, della dichiarazione di non aggressione decennale stipulata nel 1934; Gran Bretagna e Francia tentarono di coinvolgere l'Unione Sovietica in un accordo di protezione della Polonia, ma la reciproca diffidenza e il rifiuto della Polonia ad accettare l'idea dell'Armata Rossa che operasse nel proprio territorio, provocarono la sospensione dei negoziati. Il 12 maggio Francia e Polonia rinnovarono il patto di mutua assistenza del 1925, anche se un accordo tra gli stati maggiori dei due eserciti datato 19 maggio precisò che l'esercito francese avrebbe incominciato un'offensiva contro la Germania solamente quindici giorni dopo l'attacco tedesco alla Polonia, e a patto che il tutto fosse sancito da un accordo politico, sottoscritto il 4 settembre a guerra già cominciata.

### Il patto Molotov-Ribbentrop

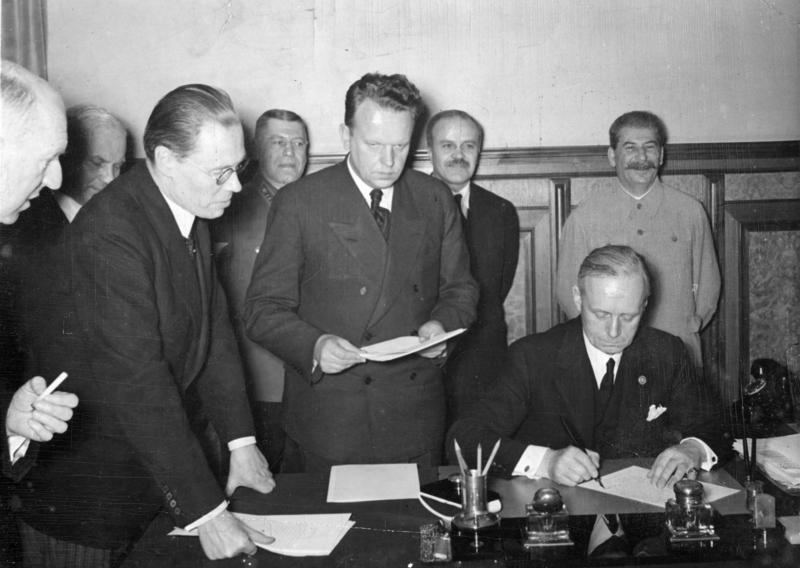
Joachim von Ribbentrop firma il patto con l'Unione Sovietica; alle sue spalle il leader sovietico Iosif Stalin.

Nonostante fosse stata tenuta fuori dalla conferenza di Monaco, l'Unione Sovietica non chiuse mai le porte alle trattative con Francia e Gran Bretagna per un blocco comune anti-nazista, ma gli stati occidentali tergiversarono per tutta l'estate del 1939, evidenziando la loro riluttanza ad una alleanza con l'Unione Sovietica. Così, mentre le trattative si trascinavano a fatica, tra Stalin e la Germania si aprirono alcuni spiragli. Fu Hitler a cercare l'accordo, desideroso di evitare quanto successo nella prima guerra mondiale, ossia essere costretto a combattere su due fronti: prima smorzò i toni propagandistici contro l'Unione Sovietica, e successivamente diede ordine di avviare negoziati politici, che si conclusero positivamente il 23 agosto 1939. L'isolamento sovietico si concluse quindi nel modo meno prevedibile, con grande sollievo di Hitler che ora poteva concentrarsi sulla Polonia senza rischiare un accerchiamento.
Della durata di dieci anni, il patto Molotov-Ribbentrop sanciva l'astensione delle due parti contraenti da qualunque tipo di aggressione reciproca o contro stati confinanti; qualora una delle due parti fosse attaccata da una terza, l'altra non avrebbe fornito alcun sostegno a quest'ultima; entrambi i governi si impegnavano a consultarsi su materie di interesse comune ed eventuali disaccordi si sarebbero dovuti risolvere con mezzi pacifici. 
Se Hitler fin dai primi contatti con l'URSS aveva già in mente di tradire un eventuale patto, fedele agli intenti dichiarati nel Mein Kampf, Stalin non avrebbe tradito il "partner", in quanto oltre ad essersi assicurato la pace, con il patto aveva ottenuto un risultato che le potenze occidentali non gli avrebbero mai potuto offrire: la possibilità di ricostruire il vecchio Impero zarista. Inizialmente il protocollo segreto del patto si limitava a delineare sfere d'interesse senza stabilire nessuna zona di spartizione o controllo; solo con un secondo protocollo segreto i due stati stabilirono le rispettive zone di influenza e servì quindi a spartire il bottino ottenuto con l'attacco tedesco alla Polonia. Dopo l'inizio delle ostilità il 1º settembre 1939, il 9 settembre Molotov accettò la richiesta tedesca di invadere la Polonia da est, e il 17 settembre l'Armata Rossa iniziò a varcare la frontiera e il 28 Ribbentrop volò a Mosca per delineare la spartizione. Per la prima volta dal 1914 Germania e Unione Sovietica avevano una frontiera comune; le aree prevalentemente non polacche andarono all'URSS, il resto alla Germania, e Hitler rinunciò alla Lituania mentre Stalin fu libero di estendere i propri confini in Bielorussia e nell'Ucraina occidentale, che si erano sottratti al dominio sovietico dopo la guerra con la Polonia del 1920.
Dopo la firma del patto Hitler convocò i suoi generali il 23 agosto, fissando la data per l'invasione al 26 dello stesso mese ma Hitler esitò quando la Gran Bretagna offrì sostegno militare alla Polonia. Furono messe in opera trattative diplomatiche dell'ultima ora e i tedeschi si inventarono uno sconfinamento inesistente per offrire un pretesto all'invasione. I generali riferirono a Hitler che per non perdere l'effetto sorpresa le truppe non potevano rimanere indefinitamente in stato d'allerta lungo il confine, di conseguenza il 31 agosto 1939 il Führer diede l'ordine di invasione fissato per il giorno successivo.

## Le forze in campo

### Germania

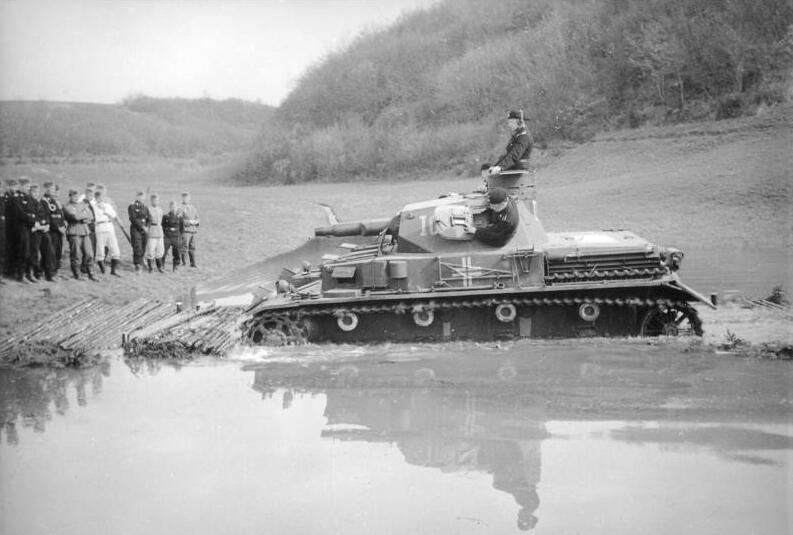
Panzer IV A tedesco durante un'esercitazione prebellica.

La Germania all'inizio delle ostilità disponeva di un totale di 98 divisioni, 53 delle quali inviate al confine con la Polonia. La fanteria, armata in massima parte con il fucile Mauser Karabiner 98k, ma anche con la mitragliatrice leggera MP 18 e la mitragliatrice Madsen, disponeva di 35 divisioni di cui 4 motorizzate, 3 divisioni da montagna più altre unità minori, quali guardie di frontiera e paramilitari; in appoggio alla fanteria era presente in organico anche una brigata di cavalleria. L'alto comando tedesco tuttavia aveva concentrato i propri sforzi sullo sviluppo degli armamenti che erano ritenuti i più idonei alla tipologia di guerra che la Wehrmacht avrebbe inteso combattere nell'immediato futuro ossia il carro armato e l'aereo.

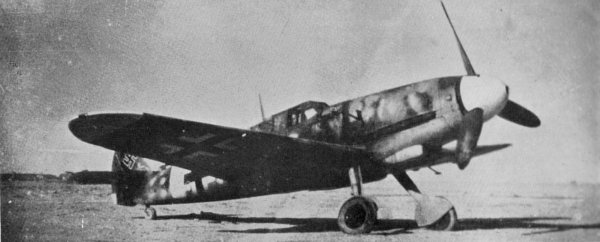
Caccia tedesco Messerschmitt Bf 109 G.

I carri armati avrebbero dovuto costituire lo strumento con il quale si sarebbero sfondate le linee nemiche, precedentemente "ammorbidite" dall'artiglieria e dall'azione dei bombardieri in picchiata, che avrebbero avuto l'ulteriore compito di distruggere le linee di comunicazione; la fanteria sarebbe successivamente sopraggiunta per accerchiare le unità nemiche; nel settembre del 1939 i tedeschi disponevano di 6 divisioni corazzate, tutte inviate sul fronte orientale, ognuna composta da 288 panzer, metà dei quali Panzer I, 24 Panzer IV e il resto Panzer II e III. La Luftwaffe, che nel 1939 era in grado di produrre circa 6 000 aerei all'anno, ne aveva disponibili il 1º settembre 4 800 e 2 695 di questi erano pronti all'impiego così suddivisi: 771 caccia, 408 Zerstörer, 336 bombardieri in picchiata, 1 180 bombardieri, di cui circa 200 svolgevano compiti di ricognizione.
Le forze tedesche al momento dell'attacco erano divise in due gruppi di armate: l'Heeresgruppe Nord, comandato dal generale Fedor von Bock, che comprendeva la 3ª armata, comandata dal generale Georg von Küchler e la 4ª armata, comandata dal generale Günther von Kluge, per un totale di circa 630 000 uomini, e l'Heeresgruppe Süd, comandato dal generale Gerd von Rundstedt, che comprendeva l'8ª armata, comandata dal generale Johannes Blaskowitz, la 10ª armata, comandata dal generale Walter von Reichenau e la 14ª armata, comandata dal generale Wilhelm List, per un totale di 886 000 uomini. Le unità corazzate erano comandate dai generali Heinz Guderian, Paul Ludwig Ewald von Kleist ed Erich Hoepner.
La Repubblica Slovacca partecipò alla campagna, mettendo a disposizione dei tedeschi la cosiddetta "Armata campale Bernolák" (Poľná armáda "Bernolák") forte di 51 300 uomini al comando del generale Ferdinand Čatloš, suddivisi in tre divisioni di fanteria e un "gruppo mobile" di cavalleria e mezzi corazzati; l'unità fu dispiegata a protezione del fianco orientale del gruppo d'armate Sud tedesco e svolse essenzialmente compiti di presidio, conducendo solo limitate operazioni oltre confine; le perdite slovacche nella campagna ammontarono a 18 morti, 46 feriti e 11 dispersi.

### Polonia

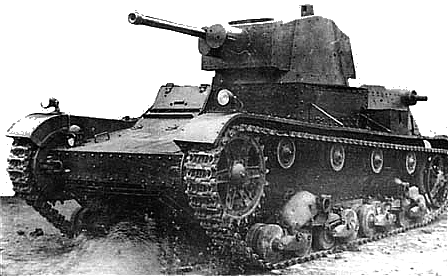
Carro armato leggero polacco 7TP.

L'esercito polacco, comandato dal maresciallo di Polonia Edward Rydz-Śmigły, al 1º settembre 1939 schierava sei armate e un corpo d'armata disposti lungo i confini con la Germania e la Prussia Orientale: a nord l'armata Modlin, comandata dal generale Emil Krukowicz-Przedrzymirski, e il corpo del Narew, comandato dal generale Stefan Dąb-Biernacki, nel corridoio di Danzica l'armata Pomerania, comandata dal generale Władysław Bortnowski, al centro l'armata Poznań, comandata dal generale Tadeusz Kutrzeba, e l'armata Łódź, comandata dal generale Juliusz Rómmel, a sud l'armata Cracovia, comandata dal generale Antoni Szylling, e, lungo il confine con la Slovacchia, l'armata Carpazi, comandata dal generale Kazimierz Fabrycy; il totale comprendeva 950 000 uomini, ripartiti in 33 divisioni di fanteria, una divisione e 14 brigate di cavalleria e 5 reparti corazzati, questi ultimi assegnati in piccole aliquote alle unità di fanteria e cavalleria, cosa che rendeva impossibile il loro impiego in massa.

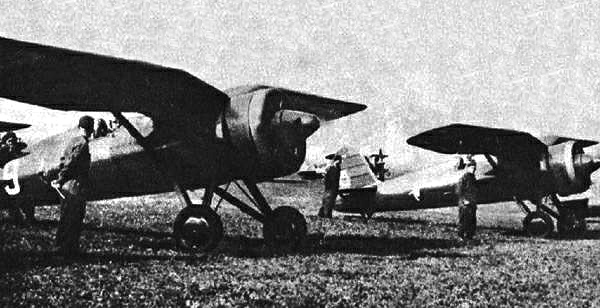
Caccia polacco PZL P.11.

Le forze corazzate della Polonia includevano cinque battaglioni di carri armati: due, più uno in costituzione, equipaggiati con 132 carri leggeri tipo 7TP, uno, più una compagnia indipendente, con 45 carri di tipo Renault R35, uno con gli obsoleti Renault FT, oltre a due brigate di cavalleria meccanizzata (delle quali solo la Decima Brigata di Cavalleria Motorizzata completamente formata) dotate di una componente corazzata con 22 carri medi Vickers Mk.E Type A e 16 Vickers Mk.E Type B; in aggiunta a tali reparti l'esercito polacco possedeva una trentina di compagnie di tankette, assegnate alle divisioni di fanteria e alle brigate di cavalleria.
La Polskie Lotnictwo Wojskowe, allora designazione dell'aeronautica militare polacca, era composta da circa 1 900 aerei, di cui 650 erano velivoli d'addestramento e altri 700 erano spesso obsoleti e non operativi. La vera forza di prima linea contava 30 caccia PZL P.7, 128 caccia PZL P.11, 118 bombardieri-ricognitori PZL.23 Karaś, 8 cacciabombardieri PZL.43 Czajka requisiti, 36 bombardieri medi PZL.37 Łoś, 14 bombardieri medi LWS-6 Żubr, e 84 aerei da ricognizione (tra Lublin R-XIII e RWD-14 Czapla). A questi aerei operativi si aggiungeva un altro centinaio di mezzi obsoleti, adibiti per lo più alla ricognizione e al trasporto.
La Polonia possedeva inoltre una piccola flotta, dotata anche di sommergibili e di altre unità leggere, che tuttavia non partecipò al conflitto con la Germania, poiché la maggior parte delle unità di superficie lasciarono i porti polacchi per dirigersi verso la Gran Bretagna, mentre le unità subacquee parteciparono all'operazione Worek, ossia il tentativo di danneggiare il traffico delle navi tedesche nel Baltico, ma con scarso successo.

## Piani contrapposti

### Il pianoFall Weiß

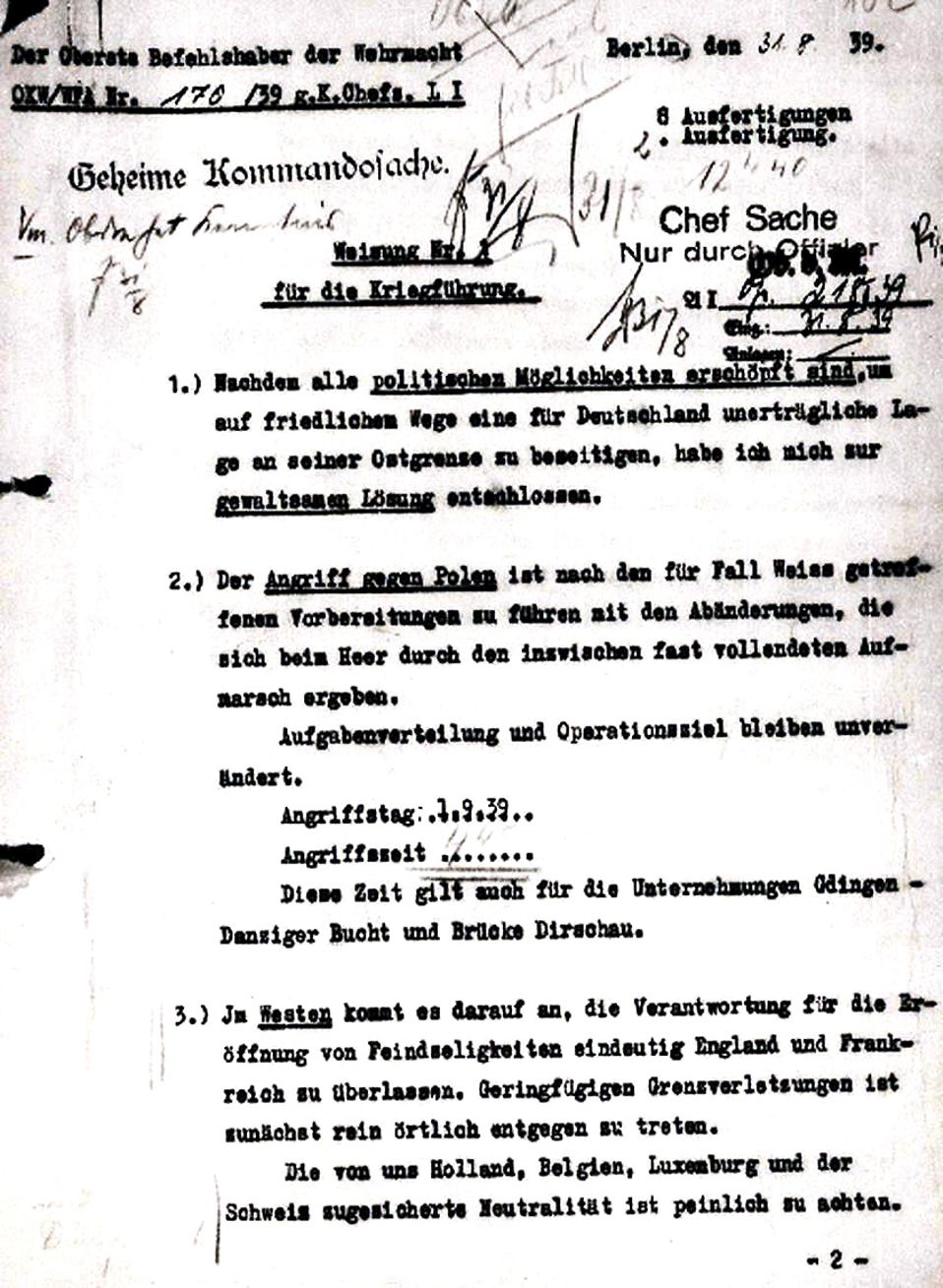
La prima pagina dell'ordine di attacco alla Polonia, licenziato da Adolf Hitler il 31 agosto 1939.

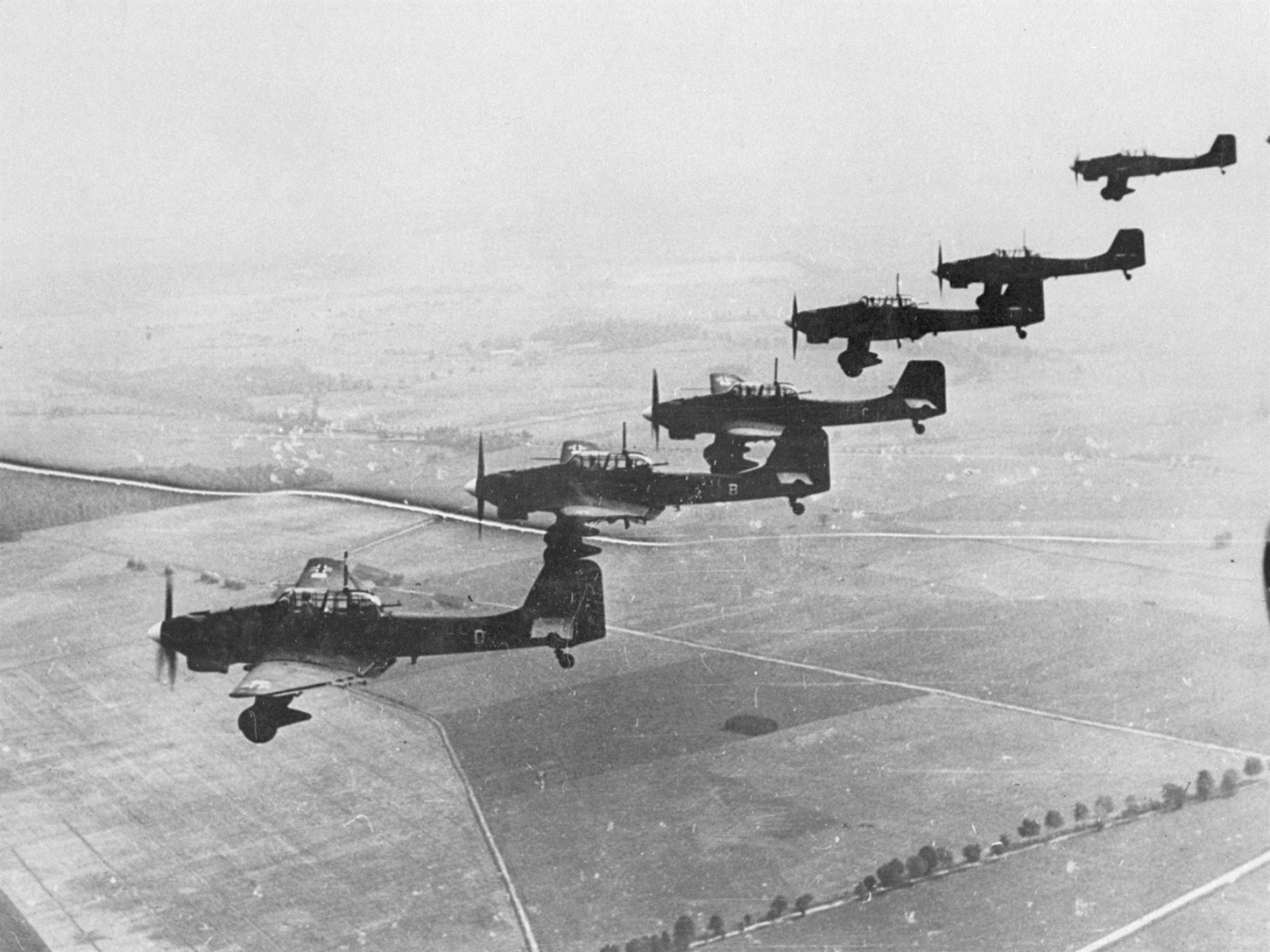
Stormo di bombardieri in picchiata Junkers Ju 87 Stuka; l'impiego congiunto della Luftwaffe e delle forze corazzate, unito alla natura del territorio polacco, consentì ai tedeschi di realizzare la nuova dottrina della guerra lampo.

Il piano tedesco Fall Weiß, o "Caso bianco", fu ideato dal generale Franz Halder, capo dello stato maggiore generale e comandato dal generale Walther von Brauchitsch, capo del Comando supremo dell'esercito; questo prevedeva lo svolgersi della nuova dottrina della "guerra mobile", o guerra di movimento, basata sull'attività congiunta delle forze corazzate e aeree, che avrebbe consentito una rapida avanzata verso la capitale, lasciandosi alle spalle il grosso dello schieramento polacco, posto in massima parte a ridosso delle frontiere con la Germania e la Cecoslovacchia, lasciando il compito di accerchiare e distruggere il nemico alla fanteria.
Dal punto di vista geografico la Polonia si prestava a un attacco da tre lati, Prussia orientale, confine tedesco e Repubblica Slovacca, inoltre le estese pianure occidentali polacche offrivano al nuovo concetto di guerra meccanizzata un terreno molto agevole: la mancanza di catene montuose, e in generale di grandi ostacoli naturali, seppure in parte controbilanciati dalla presenza di un'antiquata rete stradale, offrivano la possibilità di una grande manovra a tenaglia, fornendo ai tedeschi tutti gli elementi indispensabili per la realizzazione del piano, il cui obiettivo era l'accerchiamento, da effettuarsi il più velocemente possibile per rendere disponibili truppe da inviare al confine francese, dell'esercito polacco a ovest dei fiumi Vistola e Narew.
Il piano Fall Weiß prevedeva l'attacco simultaneo dei due gruppi di armate: da nord l'Heeresgruppe Nord, comandato dal generale Fedor von Bock, composto dalla 3ª e 4ª armata avrebbe invaso il corridoio di Danzica per piegare quindi a sud verso Varsavia, mentre dal sud del paese si sarebbero mosse l'8ª, la 10ª e la 14ª armata che, appoggiate da tre divisioni slovacche, formavano l'Heeresgruppe Süd, comandato dal generale Gerd von Rundstedt, incaricato di invadere la Polonia dalla Slesia in direzione, anch'esso, di Varsavia; un terzo e limitato attacco sarebbe partito dalla Slovacchia per impegnare i polacchi in Galizia. L'attacco avrebbe dovuto avere inizio il 26 agosto, ma venne ritardato a causa delle trattative intercorse tra la Polonia e i paesi Alleati; il 31 agosto le truppe, già dislocate sui confini polacchi, vennero messe nuovamente in stato d'allarme per l'inizio delle ostilità che esplosero il mattino successivo.

### Il piano Zachód

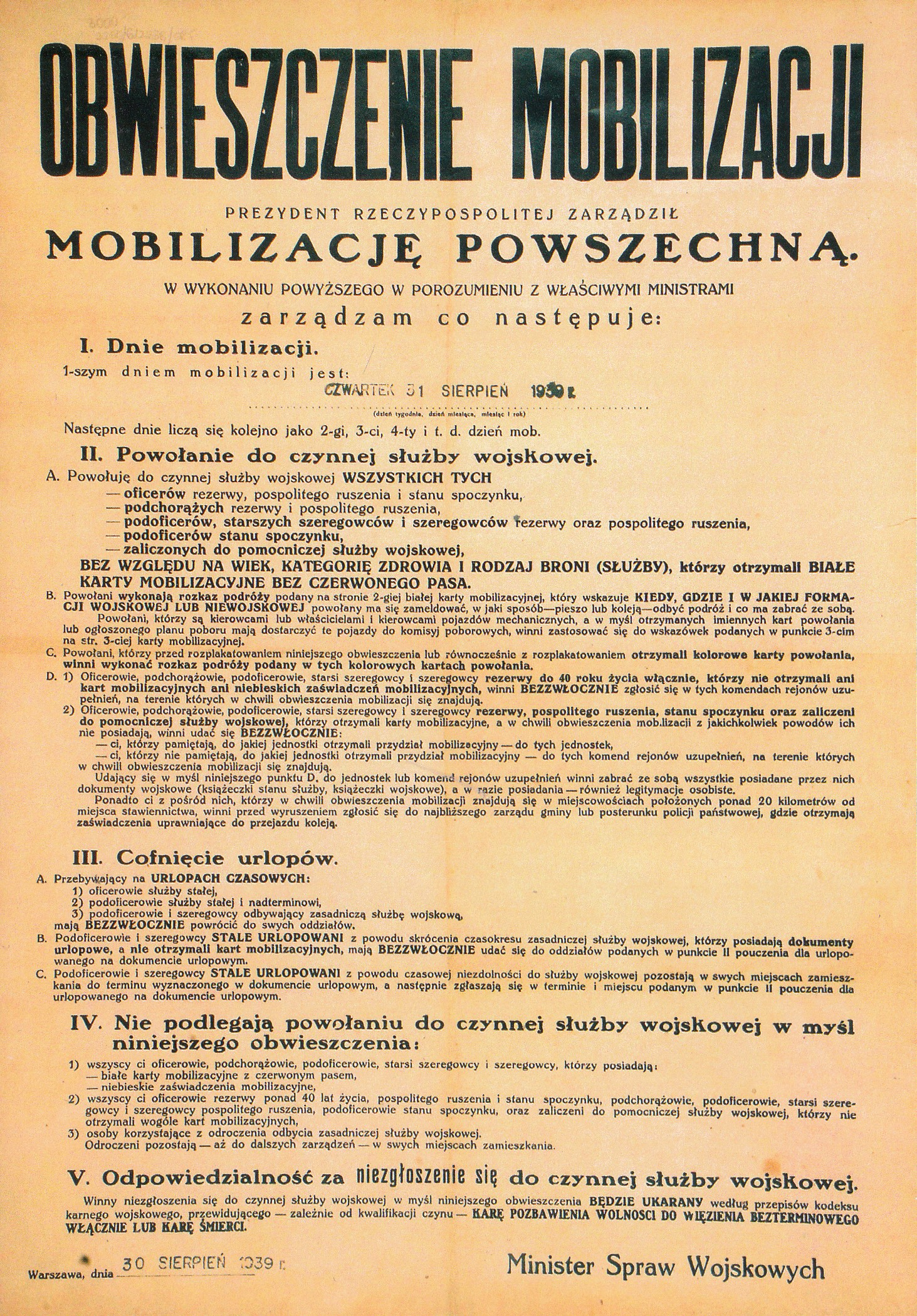
L'ordine di mobilitazione dell'esercito polacco, datato 30 agosto 1939.

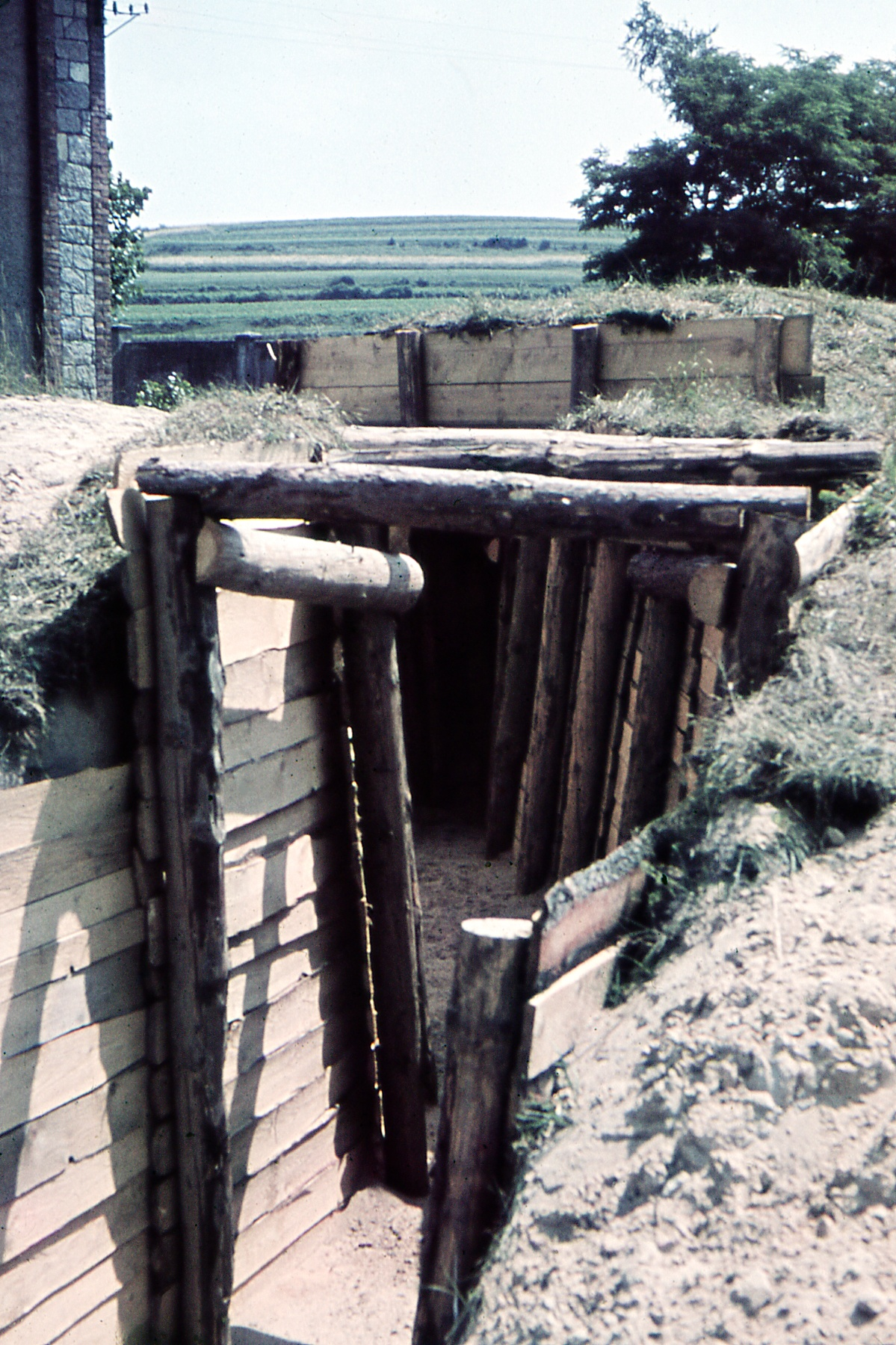
Trincea polacca nel 1939.

Il piano di difesa polacco, il cosiddetto piano Zachód, o "piano ovest", prevedeva lo stanziamento della quasi totalità dell'esercito a ridosso dei confini con la Germania, senza una consistente forza di riserva nelle retrovie; tale intendimento era dovuto a un duplice ordine di ragioni: il primo si basava sulla convinzione che in caso di attacco tedesco, dati gli accordi intercorsi tra Polonia e paesi Alleati, questi avrebbero immediatamente scatenato una massiccia offensiva aerea contro la Germania, seguita da un attacco di terra contro la linea Sigfrido, mentre il secondo era rappresentato dal pericolo di una rapida occupazione della parte occidentale del paese, che avrebbe comportato l'abbandono delle zone industriali, situate a ovest della linea fluviale della Vistola, e soprattutto delle zone carbonifere della Slesia, rischio che il governo polacco non era disposto a correre.

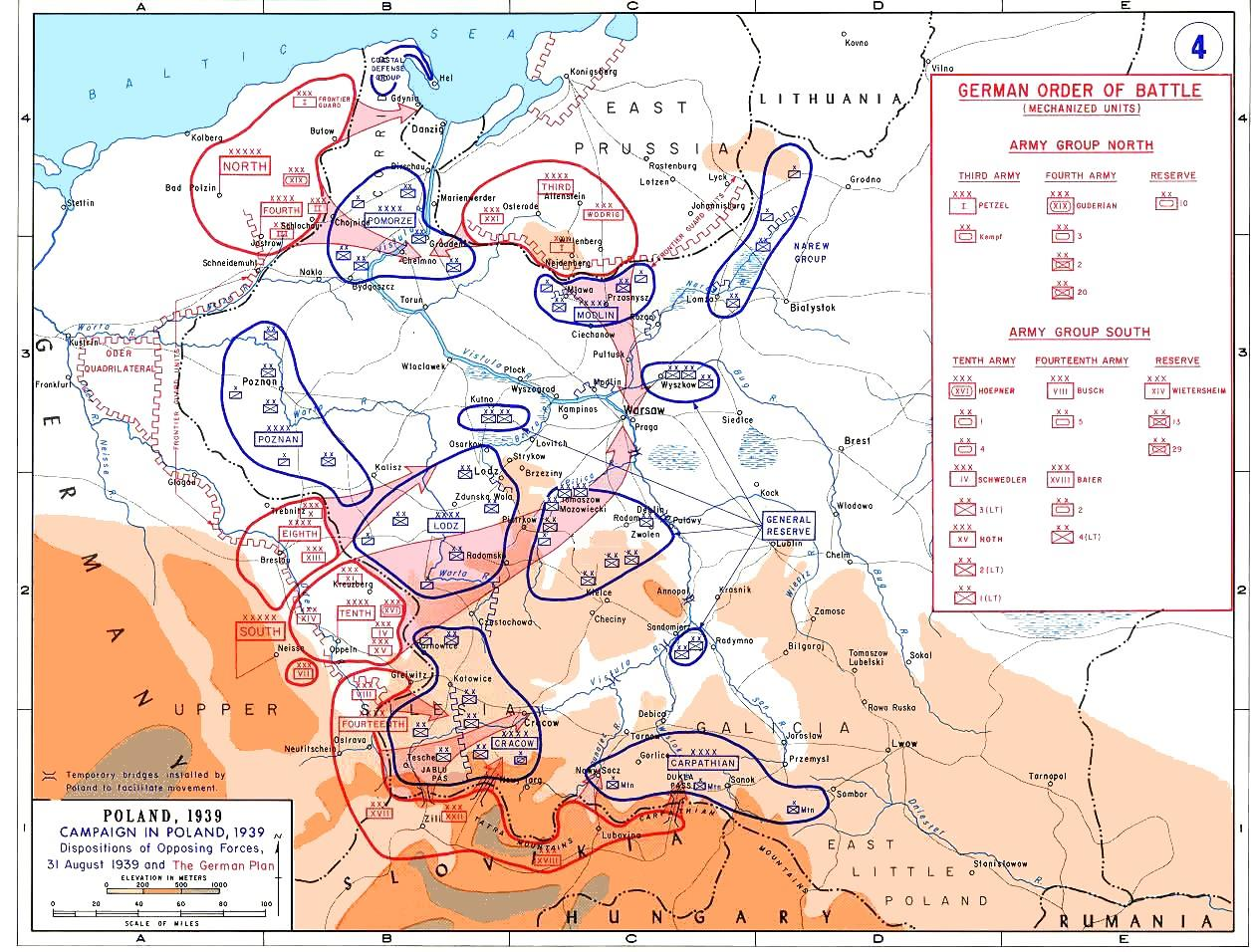
La disposizione delle forze tedesche e polacche il 31 agosto 1939 con le direttrici d'attacco previste dal Fall Weiß.

Il piano era tuttavia debole in diversi punti: il primo era rappresentato dal condizionamento dovuto alla necessità dell'apertura di un secondo fronte avverso la Germania da parte degli Alleati, e il dislocamento delle truppe era la naturale conseguenza di questa "speranza", ossia la disposizione di circa un terzo di tutte le forze disponibili nella zona del corridoio, dove queste sarebbero state esposte a un duplice attacco, da ovest e dalla Prussia orientale, con la possibilità di un rapido accerchiamento da parte delle forze tedesche.
Un altro elemento di debolezza era rappresentato dalla disposizione delle forze di riserva: queste infatti erano ammassate nella zona compresa tra Łódź e Varsavia ma, dovendosi muovere per lo più a piedi ed essendo l'esercito polacco praticamente privo d'aviazione, sarebbero state in ogni caso inefficaci per effettuare un rapido contrattacco laddove la linea del fronte fosse stata sfondata.
L'arretratezza dell'esercito polacco, a livello di mezzi corazzati e meccanizzati, rendeva inoltre oltremodo rischiosa la possibilità, comunque prevista, di una ritirata all'interno del paese e oltre il fiume San, verso i voivodati del sud-est, e la loro eventuale difesa lungo il confine con la Romania; il ripiegamento infatti, nelle intenzioni dello Stato Maggiore polacco, avrebbe dovuto compiersi lentamente, dando la possibilità di consentire il completamento della mobilitazione delle forze armate, che sarebbe avvenuta il 30 agosto, per passare successivamente al contrattacco dopo l'intervento degli Alleati, ma il dislocamento delle truppe sui confini non consentiva, o avrebbe comunque fortemente limitato, la possibilità di azioni di contenimento.

## L'invasione della Polonia

### Il 1º settembre 1939

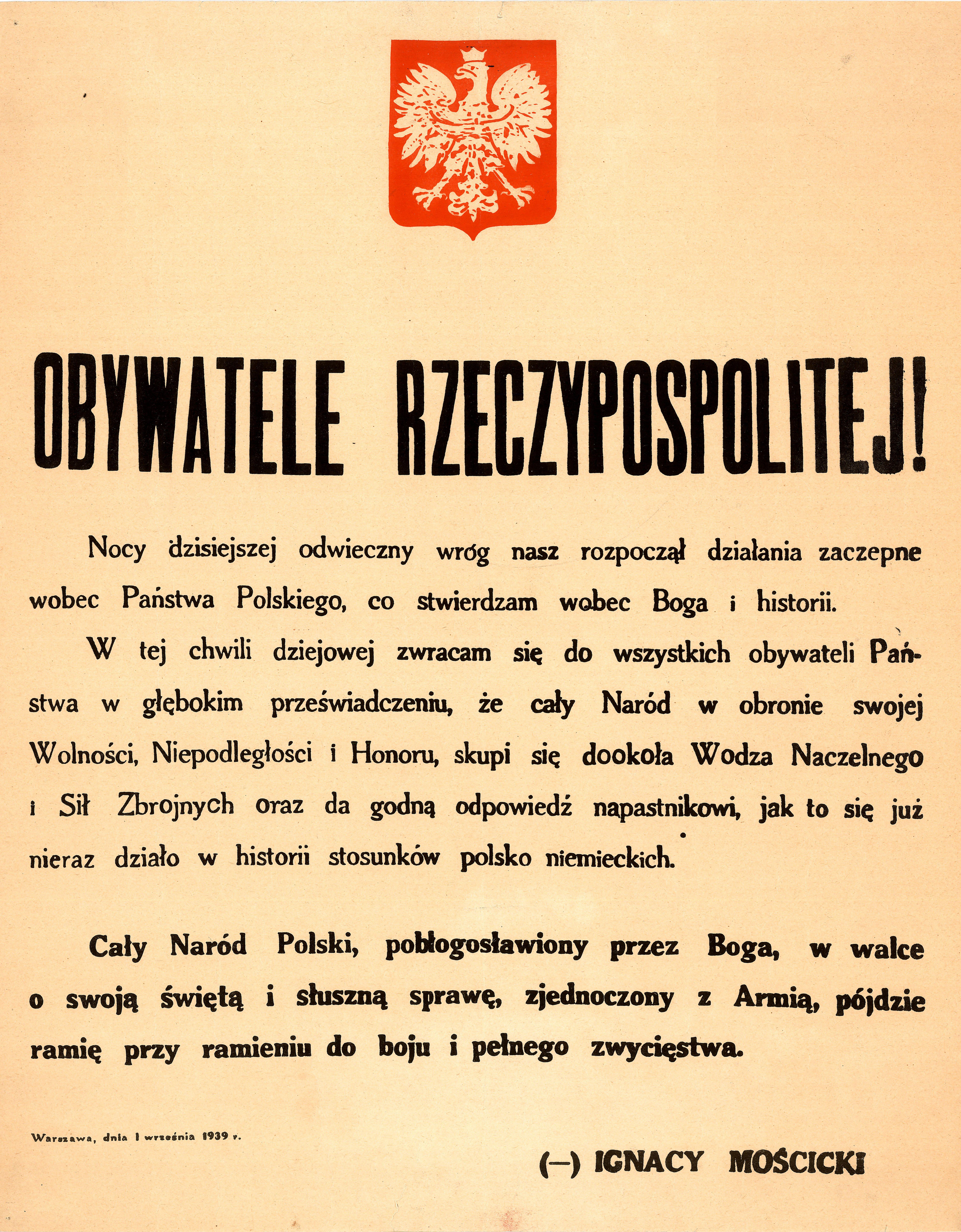
Proclamazione dello stato di guerra tra la Germania e la Polonia, firmato dal presidente polacco Ignacy Mościcki il 1º settembre 1939.

Il 1º settembre prese il via l'attacco tedesco, ma alcuni atti furono compiuti prima delle ore 04:45, ora prevista per l'inizio del piano Fall Weiß: alle ore 04:17 a Danzica alcuni attivisti nazisti presero d'assalto l'ufficio delle Poste Polacche, tenuto dai polacchi, ma gli impiegati armati fecero fuoco sugli assalitori riuscendo a respingere un primo attacco; alle 04:26 tre Ju 87 bombardarono con precisione il dispositivo di micce, piazzate su un ponte sulla Vistola dai polacchi per distruggerlo, al fine di chiudere quella via di accesso ai tedeschi: tale attacco, condotto a bassissima quota, ebbe successo e la distruzione del ponte fu impedita. Alle ore 04:40 venne bombardata la città di Wieluń con la morte di circa 1 200 persone e il danneggiamento o la distruzione di un grande numero di edifici, e, poco dopo le ore 04:45, l'antiquata corazzata tedesca Schleswig-Holstein aprì il fuoco contro il deposito di munizioni contenuto all'interno della fortezza di Westerplatte.

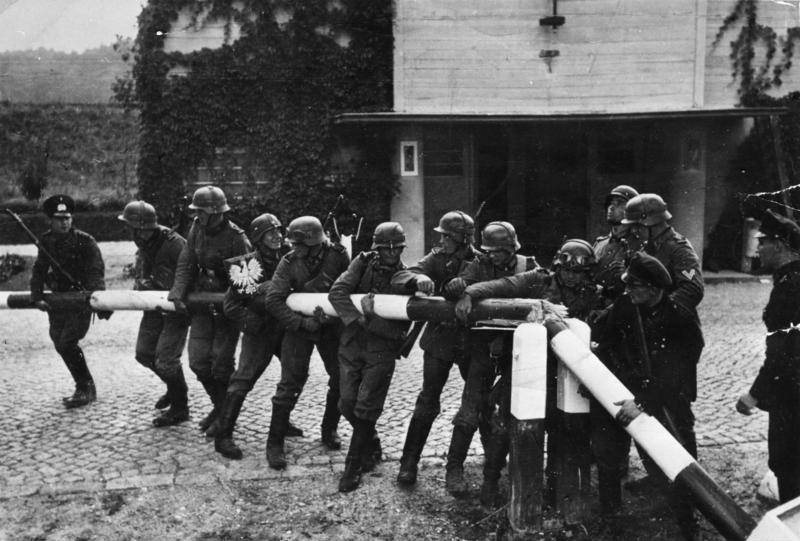
Soldati tedeschi nell'atto di rimuovere la sbarra di confine, alla frontiera tra la Germania e la Polonia, il 1º settembre 1939.

Alle ore 04:45, le artiglierie aprirono il fuoco contro gli obiettivi prestabiliti e gli aerei si lanciarono sugli obiettivi loro assegnati. Nel nord della Polonia una fitta nebbia limitò fortemente l'efficacia delle prime incursioni, mentre nella parte sud i bombardamenti aerei inflissero gravi danni alla rete ferroviaria, che in quel momento era utilizzata per il trasporto dei soldati che avevano risposto all'ordine di mobilitazione del giorno precedente. Contemporaneamente le divisioni corazzate tedesche, seguite dalla fanteria, incominciarono ad avanzare.
Da nord la 3ª armata avanzò verso sud in direzione di Varsavia con il I corpo e il II corpo, comandati rispettivamente dal generale Walter Petzel e dal generale Adolf Strauß, e in direzione sud-ovest con il XXI corpo, comandato dal generale Nikolaus von Falkenhorst, allo scopo di unirsi con il XIX corpo corazzato, comandato dal generale Heinz Guderian, e con la Panzer-Division "Kempf", comandata dal generale Werner Kempf, che avevano incominciato l'avanzata da ovest, per chiudere la tenaglia alla base del corridoio; Danzica fu occupata dalla brigata Eberhard, una forza composta da reparti delle Waffen-SS, appoggiati da elementi appartenenti alla milizia locale filo-nazista.
Nel settore sud l'8ª armata avanzò in direzione di Łódź, con il duplice compito di contribuire ad accerchiare le forze polacche presenti nel settore di Poznań e di proteggere il fianco sinistro della 10ª armata che doveva puntare velocemente verso Varsavia, mentre la 14ª armata si dirigeva in direzione di Cracovia; le condizioni meteorologiche più favorevoli permisero attacchi aerei più efficaci. Le forze polacche a presidio della frontiera, che sulla base del piano Zachód non avevano predisposto linee di difesa mobili o progressive, furono velocemente superate dai carri armati e circondate dalla fanteria, mentre la Luftwaffe, oltre a distruggere le linee ferroviarie e di comunicazione, riuscì facilmente ad avere ragione dei pochi aerei polacchi che riuscirono a decollare.
Un episodio di resistenza polacca si verificò nella giornata a Mokra, dove la brigata a cavallo Wolynska, supportata efficacemente dal treno corazzato Śmiały, ma martoriata dalla Luftwaffe, respinse per tutta la giornata i mal coordinati attacchi della 4ª divisione corazzata e della fanteria tedesca, ritirandosi solo in serata. Nella zona di confine slovacco-polacca il XXII corpo d'armata del generale von Kleist si aprì la strada attraverso le unità polacche attestate sul fiume Dunajec, non ottenendo però, anche a causa del terreno difficile, considerevoli progressi sui Carpazi.
La prima persona che dette l'annuncio dell'inizio delle ostilità fu la giornalista britannica Clare Hollingworth. Trovandosi nei pressi della frontiera, riuscì a usare un telefono per comunicare la notizia all'ambasciata britannica di Varsavia: per convincerne i recalcitranti funzionari, sporse il ricevitore fuori dalla finestra, dove stavano transitando truppe tedesche, e così segnalò al The Daily Telegraph l'effettiva invasione della Polonia.

### L'avanzata tedesca e l'entrata in guerra degli Alleati

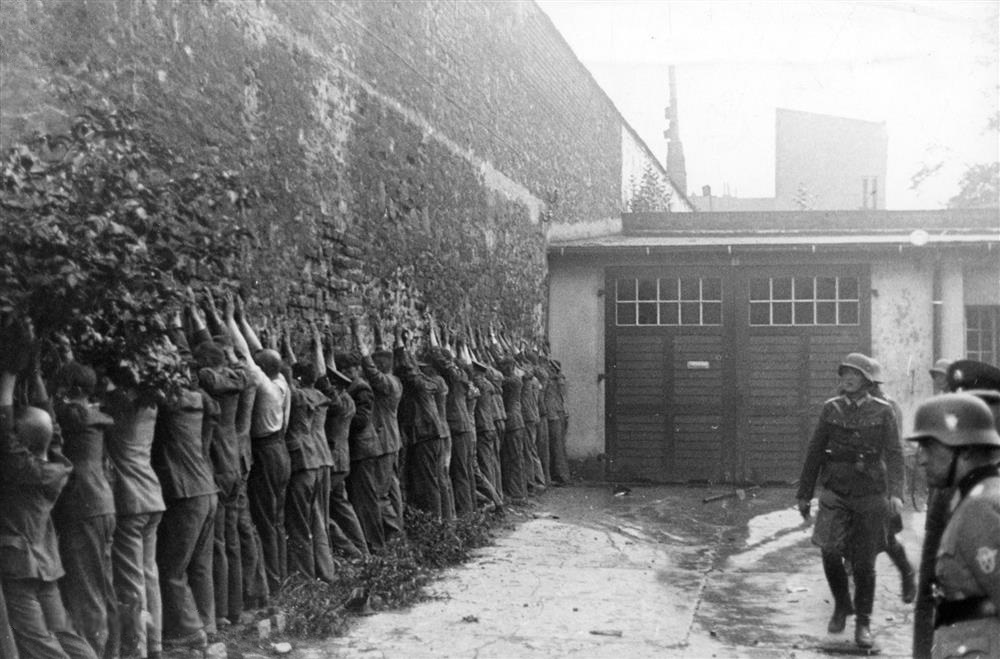
Soldati polacchi fatti prigionieri dai tedeschi.

Il 2 settembre la tenaglia alla base del corridoio fu chiusa dalle punte avanzate della 4ª armata e due divisioni di fanteria e una brigata di cavalleria, appartenenti all'armata della Pomerania, vi rimasero intrappolate: solo alcune unità della brigata di cavalleria Pomorska tentarono di sfuggire dalla sacca, lanciandosi in un disperato contrattacco contro i carri armati del XIX corpo corazzato e venendo praticamente annientate nella battaglia della foresta di Tuchola, mentre la sera tra il 2 e il 3 settembre la brigata di cavalleria Podlaska sferrò un ridotto e breve attacco lungo un settore del fronte orientale prussiano, compiendo di fatto l'unica incursione polacca sul suolo tedesco.
La chiusura della sacca fruttò ai tedeschi circa 15 000 prigionieri e le rimanenti forze dell'armata polacca indietreggiarono verso Varsavia per non essere tagliate fuori a loro volta dall'avanzata della 3ª armata, la quale stava proseguendo l'attacco verso la città di Mława; le difese anticarro polacche avevano momentaneamente bloccato l'attacco della divisione corazzata Kempf, che, il 3 settembre, riuscì a conquistare la città grazie all'intervento del XXI corpo comandato dal generale Albert Wodrig, il quale si fece largo tra le difese, consentendo alla divisione corazzata di circondarla velocemente, ottenendo il duplice risultato di costringere l'armata di Modlin a ritirarsi e di bloccare la guarnigione polacca, che si arrese dopo poche ore lasciando sul campo circa 10 000 prigionieri.
Nel settore sud l'attacco proseguì altrettanto velocemente grazie alla 1ª divisione corazzata che respinse la 7ª divisione di fanteria polacca conquistando un ponte sul fiume Warta il 2 settembre. Una seria minaccia al gruppo d'armate Sud di von Rundstedt, conscio della precaria situazione in cui versava il suo fianco nord, avrebbe potuto essere portata dall'armata Poznań di Kutrzeba, ma Rydz-Śmigły negò più volte il permesso di procedere, al fine di evitare una battaglia decisiva sulla riva occidentale della Vistola. A Varsavia l'alto comando dell'esercito polacco si trovò, data la mancanza di comandi intermedi, tagliato fuori dalle linee di comunicazione con le sette armate che stavano ripiegando di fronte all'avanzata tedesca.
Il governo polacco lanciò un appello ai paesi Alleati affinché questi mantenessero il loro impegno di entrare in guerra contro i tedeschi, ma le due potenze occidentali esitarono e l'unico atto compiuto il primo giorno di guerra fu un "ammonimento alla Germania"; il giorno 2 trascorse nell'attesa di una risposta da parte di Hitler che tuttavia non arrivò e i due paesi, intorno alle ore 22:30, si decisero a intimare congiuntamente un ultimatum per l'arresto delle operazioni militari in Polonia da parte della Wehrmacht con scadenza per il giorno 3, alle ore 11:00 per la Gran Bretagna e alle ore 17:00 per la Francia.

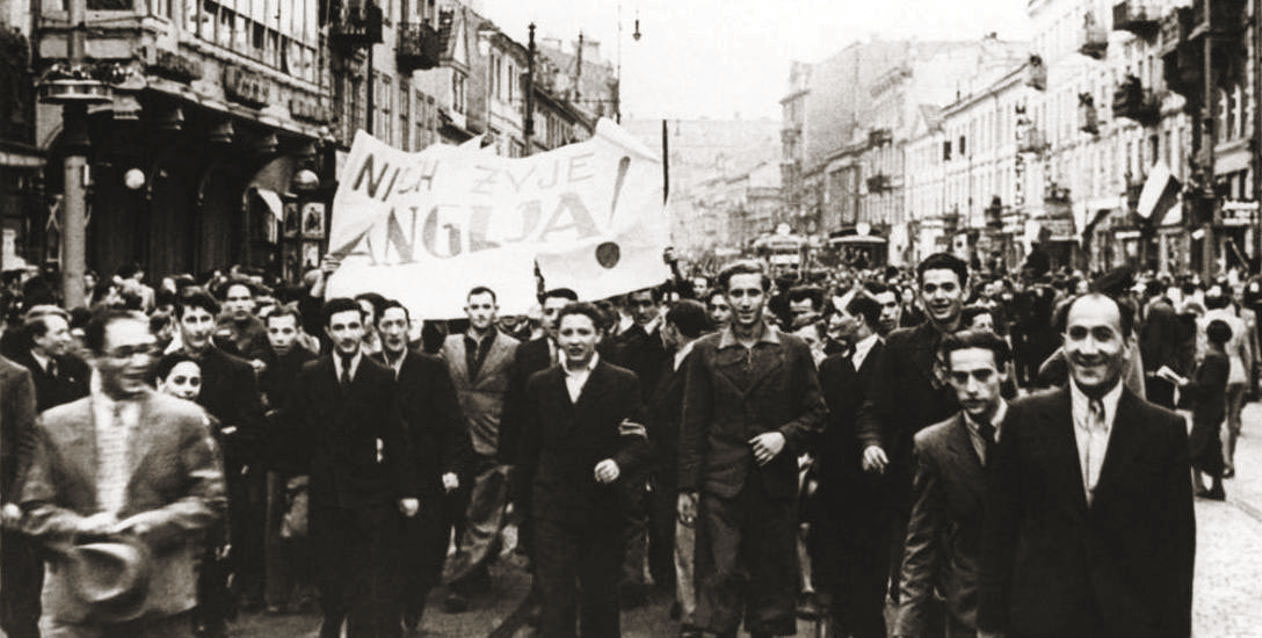
Abitanti di Varsavia manifestano festosamente di fronte all'ambasciata britannica, a seguito della dichiarazione di guerra consegnata alla Germania il 3 settembre 1939.

La giornata del 3 settembre incominciò con la consegna al consigliere d'ambasciata tedesco Paul-Otto Schmidt dell'ultimatum della Gran Bretagna alla Germania da parte dell'ambasciatore britannico a Berlino Nevile Henderson alle ore 09:00. Nel testo era statuito che, se la Germania non avesse dato entro due ore garanzie sufficienti in merito al ritiro delle truppe dalla Polonia, la Gran Bretagna si sarebbe considerata in guerra contro di essa, mentre alle ore 12:00, a ultimatum britannico già scaduto e quindi resa ufficiale l'entrata in guerra della Gran Bretagna, l'omologo francese Robert Coulondre consegnò a sua volta l'ultimatum con un termine di scadenza inizialmente previsto per il giorno 4 settembre, anche se, diversamente da quello britannico, nel documento non era contenuto esplicitamente il termine "guerra", ma detto termine venne immediatamente anticipato alle ore 17:00.

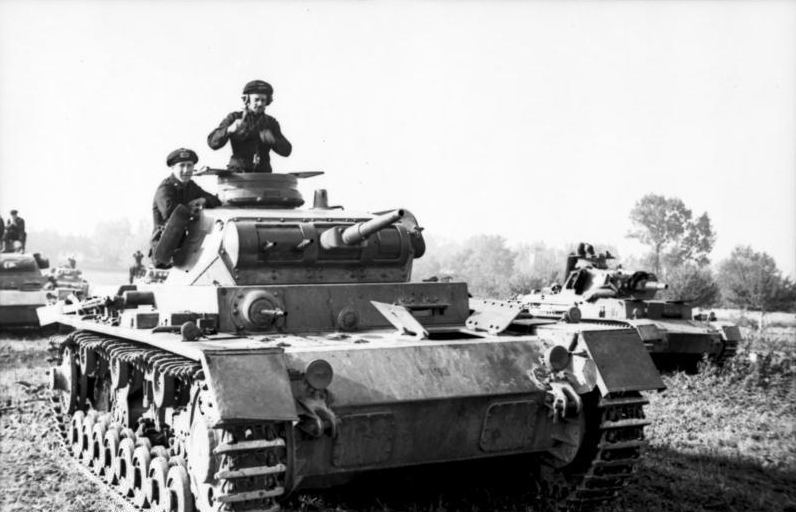
Colonna di Panzer III tedeschi avanza velocemente verso est.

Scaduti i due ultimatum, e ufficializzata l'entrata in guerra delle due potenze occidentali, seguite lo stesso giorno da India, Australia e Nuova Zelanda, le 33 divisioni di cui disponeva l'Heeresgruppe C, comandato dal generale Wilhelm Ritter von Leeb, completarono il loro schieramento sui confini occidentali della Germania, dalla linea Sigfrido alle frontiere con Belgio e Olanda. Alle ore 21:00 il sommergibile tedesco U-30 affondò la nave passeggeri britannica SS Athenia: il siluramento della nave, scambiata per un mercantile armato, provocò la morte di 112 persone, tra le quali vi erano 28 cittadini statunitensi, suscitando l'indignazione e la protesta del governo degli Stati Uniti.
Contemporaneamente l'avanzata della Wehrmacht in Polonia, affiancata da reparti delle Waffen-SS, tra le quali la divisione Leibstandarte comandata dall'Obergruppenführer Josef Dietrich, proseguiva al ritmo di circa 70 chilometri al giorno, tanto che il 5 settembre la 10ª armata aveva già coperto la metà della distanza tra le basi di partenza e Varsavia; sul suo fianco sinistro l'8ª armata si stava approssimando a Łódź e la 14ª armata aveva già raggiunto i sobborghi di Cracovia. La velocità dell'avanzata tedesca indusse il maresciallo Edward Śmigły-Rydz a ordinare la creazione di un "Comando della difesa di Varsavia" (Dowództwo Obrony Warszawy), affidandone il comando al generale Walerian Czuma, fino a quel momento comandante delle forze a presidio della frontiera, e il colonnello Tadeusz Tomaszewski ne divenne il capo di Stato Maggiore. L'avanzata tedesca sorprese lo stesso Hitler, il quale, recatosi in visita al fronte nel settore nord, fu enormemente compiaciuto nel riscontrare le potenzialità che offriva l'innovativo utilizzo dei carri armati.

### L'accerchiamento di Varsavia

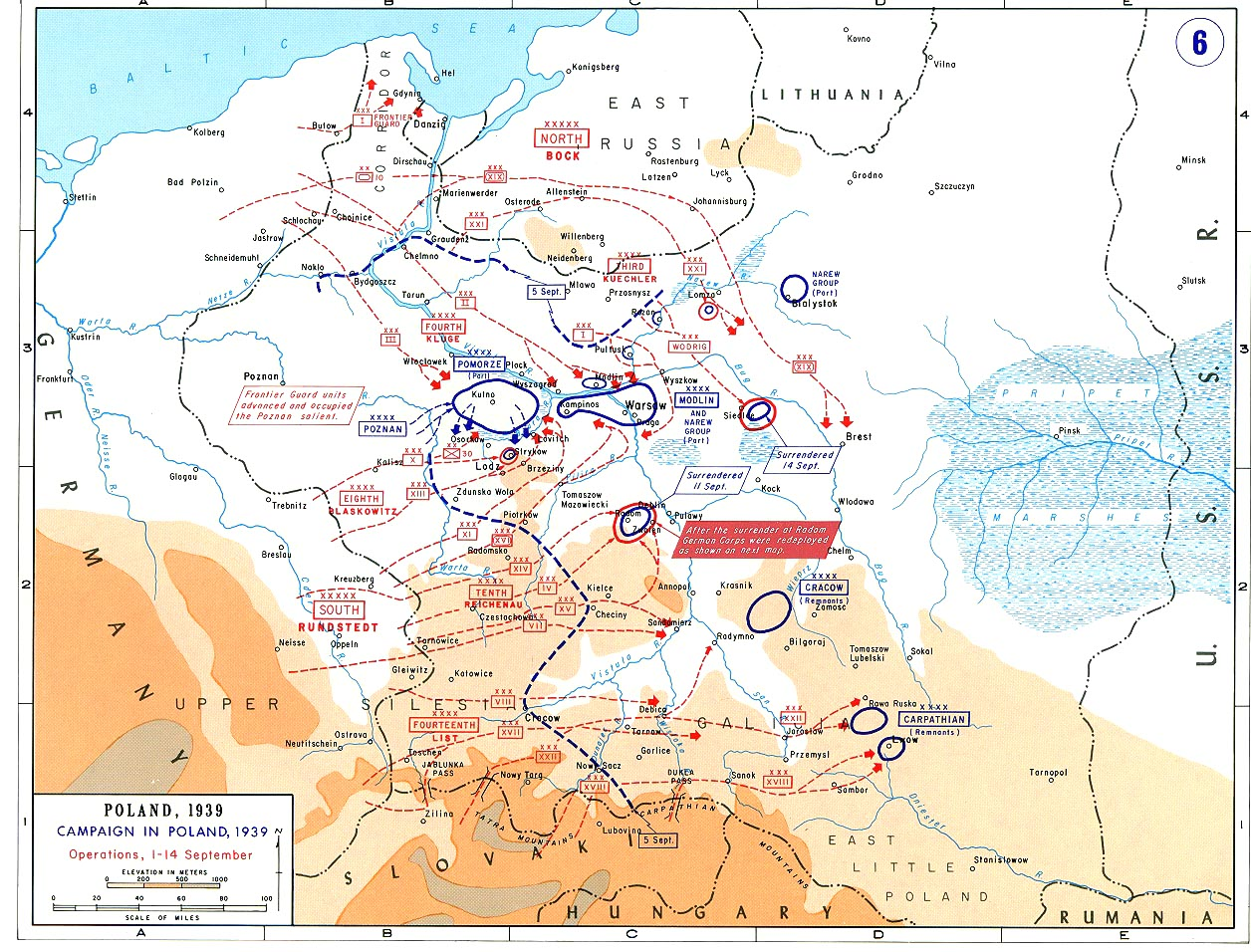
L'attacco delle forze polacche sul fianco sinistro dell'8ª armata tedesca.

Nel settore centrale l'8 settembre la 4ª divisione corazzata, comandata dal generale Georg-Hans Reinhardt, punta avanzata dell'8ª armata, raggiunse il limite del distretto di Varsavia, ma venne fermata dall'azione combinata dell'artiglieria e da un contrattacco effettuato dai carri armati polacchi, che la costrinsero a ripiegare in attesa dell'arrivo dell'artiglieria pesante e della 12ª divisione di fanteria, comandata dal generale Ludwig von der Leyen; sul fianco sinistro dell'8ª armata tuttavia si stavano raggruppando le truppe polacche dell'armata di Poznań, che si stava ritirando verso est, e ciò che restava dell'armata della Pomerania, in ripiegamento dal corridoio verso sud, le quali, ricevuta l'autorizzazione da Śmigły-Rydz, l'attaccarono nei pressi di Kutno, impegnando la 30ª divisione di fanteria, comandata dal generale Kurt von Briesen, in combattimenti difensivi che durarono tre giorni, fino a quando l'intervento del XVI corpo corazzato riuscì a sospingere i polacchi a ovest, in direzione del fiume Bzura, nel tentativo di circondare il loro raggruppamento insieme con i superstiti dell'armata di Łódź.

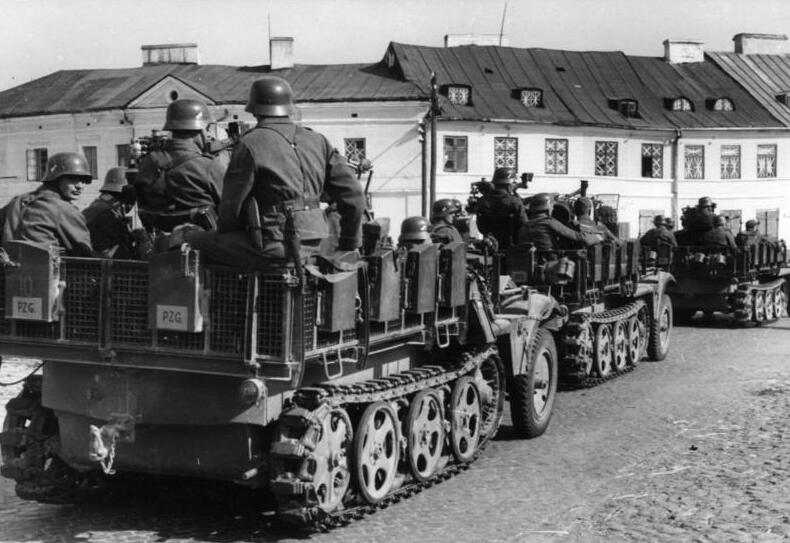
Truppe motorizzate tedesche avanzano in territorio polacco; la velocità di movimento della Wehrmacht rispetto all'esercito polacco le consentì di realizzare i primi grandi accerchiamenti della seconda guerra mondiale.

Il 10 settembre il maresciallo Edward Rydz-Śmigły ordinò una ritirata verso sud-est, in direzione del confine con la Romania, mentre, il 12 settembre, l'attacco polacco all'8ª armata si esaurì e le rimanenti forze tentarono di dirigersi verso est al fine di raggrupparsi nuovamente per creare una linea difensiva a ovest di Varsavia. L'alto comando tedesco, privo in quel momento di informazioni precise sulla posizione del grosso dell'esercito polacco, ritenne che questo si trovasse già oltre la Vistola e ordinò alla 10ª armata di attraversare il fiume nella zona tra Varsavia e Sandomierz, allo scopo di intercettarne la ritirata verso la parte sud-orientale del paese, ma il generale von Rundstedt ritenne viceversa che la maggior parte delle forze polacche fossero ancora a ovest del fiume e riuscì a convincere l'Alto comando a fare dirigere la 10ª armata verso nord, predisponendo una linea di sbarramento lungo il fiume Bzura, a ovest di Varsavia, con il duplice scopo di impedire alle truppe polacche di raggiungere la capitale e di intrappolarle prima che queste potessero sfuggire al previsto accerchiamento; la manovra ebbe successo e le forze polacche furono in massima parte circondate, con solo poche unità che riuscirono a sfuggire alla tenaglia proseguendo la loro ritirata verso la Vistola.

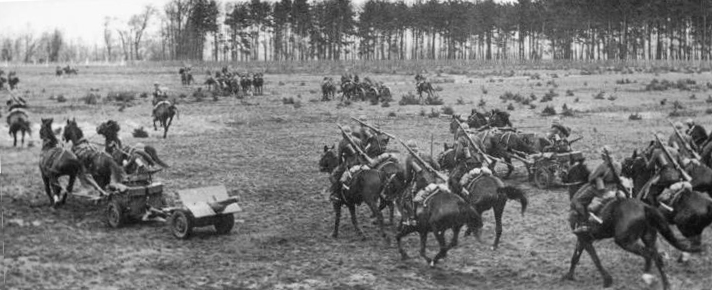
Cavalleria polacca durante la battaglia del fiume Bzura.

Nei giorni successivi al 12 settembre le forze polacche, ormai accerchiate, tentarono inutilmente di spezzare l'anello che si era formato attorno a loro, mentre le restanti truppe delle armate di Łódź e di Modlin ripiegavano verso Varsavia; la Luftwaffe bombardò costantemente le truppe intrappolate nella sacca, ormai prive di collegamenti e impossibilitate a ricevere aiuto, e gli assalti alla linea formata dalla 10ª armata tedesca si infransero progressivamente fino a esaurirsi il 18 settembre, quando i superstiti delle 19 divisioni che costituivano la prima linea di difesa del paese capitolarono, consentendo ai tedeschi di catturare 170 000 prigionieri.
Contemporaneamente alla liquidazione della sacca proseguì l'avanzata della 3ª e della 4ª armata da nord verso la capitale, mentre alle sue spalle il XIX corpo corazzato, al quale era stata affiancata la 10ª divisione corazzata, comandata dal generale Ferdinand Schaal, si spinse velocemente oltre il fiume Narew in direzione di Brest-Litovsk, a est del fiume Bug, allo scopo di congiungersi con le punte avanzate della 14ª armata, con il duplice intento di tagliare la strada alle truppe in ritirata verso la parte sud-orientale del paese e di prendere Varsavia alle spalle; Brest-Litovsk fu occupata tre giorni prima che le truppe impegnate nella battaglia del fiume Bzura si arrendessero, capitolando il 20 settembre, e la cattura della città, distante circa 160 km a est della capitale, ne presagì l'inevitabile capitolazione.

### Il primo attacco alla capitale

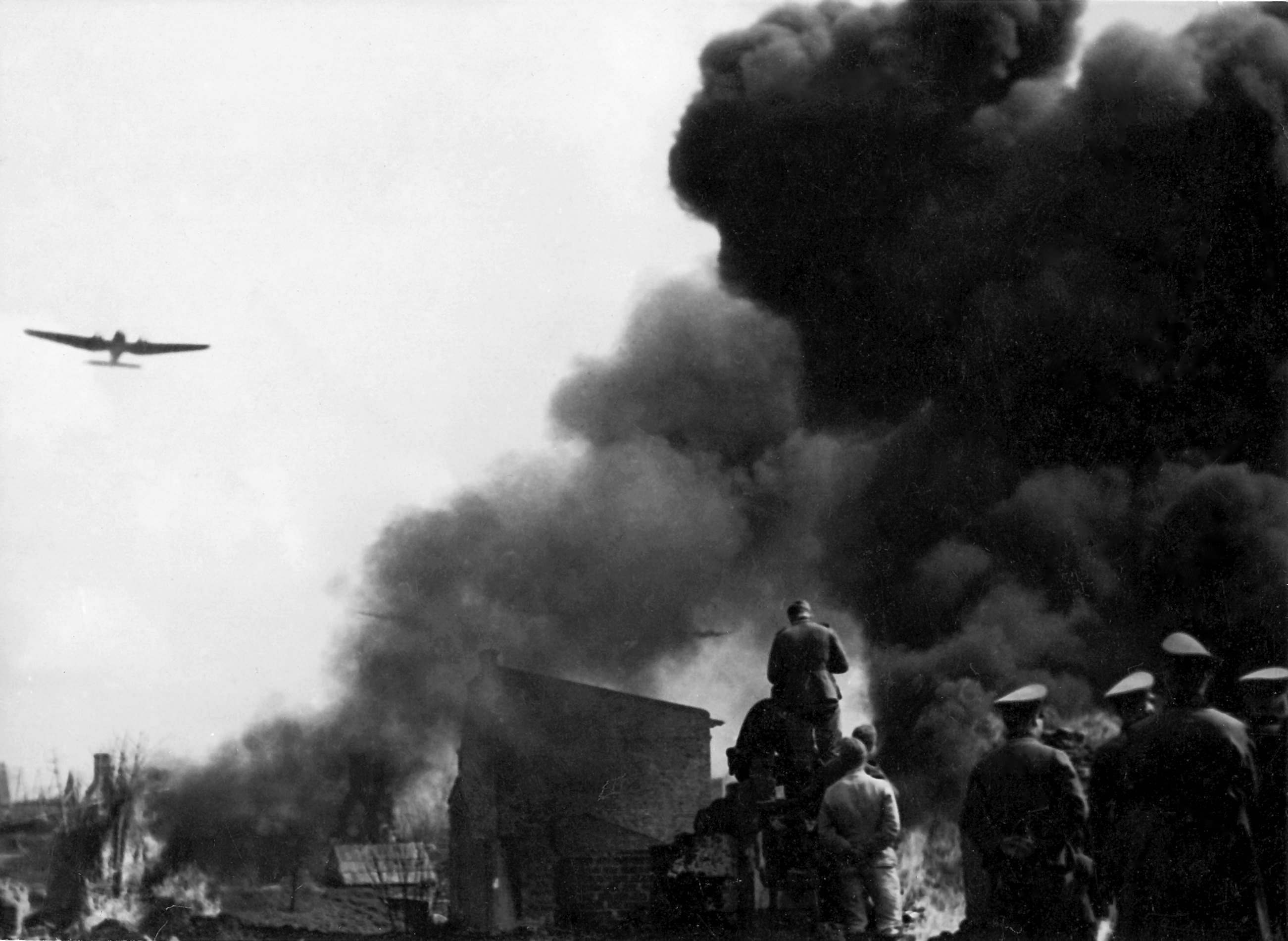
Truppe tedesche avanzano nei sobborghi di Varsavia, precedute dai bombardamenti della Luftwaffe.

Il 10 settembre la 4ª divisione corazzata e la 12ª divisione di fanteria, rinforzate dalla 16ª divisione di fanteria comandata dal generale Gotthard Heinrici, incominciarono ad avanzare all'interno del perimetro di Varsavia, muovendo attraverso i due quartieri di Wola e di Ochota; il generale Czuma venne affiancato nel compito della difesa della città dal generale Juliusz Rómmel, e le forze radunate nei giorni precedenti, due divisioni di fanteria rinforzate da 64 pezzi di artiglieria e da 33 carri armati, misero in difficoltà i reparti corazzati tedeschi, che si trovarono ad avanzare sotto il fuoco delle armi anticarro tra le barricate erette dai soldati e dalla popolazione civile della capitale, che continuava a resistere con la speranza dell'arrivo degli Alleati.
Mentre le tre divisioni tedesche si facevano largo nei quartieri periferici a ovest di Varsavia, il 12 settembre la 3ª armata, proveniente da nord, sfondò delle linee difensive esterne della città sul fiume Narew; le divisioni di cavalleria polacca, comandate dal generale Władysław Anders, tentarono un ultimo disperato assalto contro i panzer tedeschi, venendo quasi completamente annientate, e i superstiti si diressero frettolosamente all'interno della città, giungendovi il 14 settembre, aumentando il numero dei soldati disponibili per la difesa di Varsavia a 120 000 unità.
Il 15 settembre tuttavia l'anello formato dalle forze tedesche si chiuse definitivamente intorno alla capitale dove, il giorno 16, le forze dell'8ª armata tentarono un primo attacco in direzione dei quartieri di Praga e di Grochów, che fu respinto dalle truppe del colonnello Stanisław Sosabowski; l'impossibilità di ricevere sia rinforzi dall'esterno sia di ripiegare pose le basi per l'assedio della capitale: lo stesso giorno venne offerta la possibilità di resa alla città, che venne tuttavia respinta, e Hitler, discostandosi da quanto chiedevano i suoi generali, ossia il blocco con l'attesa della presa per fame, dette ordine di conquistare Varsavia impiegando tutte le forze disponibili.

### L'attacco sovietico

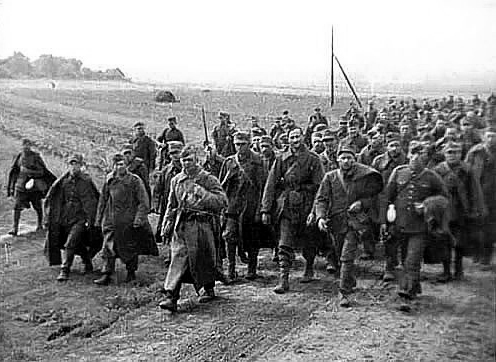
Soldati polacchi fatti prigionieri dai sovietici dopo l'invasione.

Dopo aver ordinato la mobilitazione generale l'11 settembre, il mattino del 17 settembre, alle ore 03:00, l'ambasciatore polacco a Mosca venne convocato dal ministro degli esteri sovietico Vjačeslav Michajlovič Molotov che lo informò che il governo polacco aveva cessato di esistere, esprimendo preoccupazioni per la sorte degli abitanti della Bielorussia e dell'Ucraina che l'Unione Sovietica avrebbe inteso proteggere; nello stesso momento tuttavia le truppe dell'Armata Rossa, comandate dai generali Michail Prokof'evič Kovalëv e Semën Konstjantynovyč Tymošenko, stavano oltrepassando i confini orientali della Polonia. Queste truppe, forti di circa 500 000 fanti, 3 000 carri armati e 1 500 aerei erano da un lato la risposta dell'Unione Sovietica agli appelli di appoggio provenienti dai tedeschi, avvenuti il 3 e il 10 settembre, ma anche l'espressione concreta della preoccupazione dell'eccessiva avanzata tedesca e del desiderio di ottenere un'equa spartizione dei territori conquistati, con l'inclusione della Lituania nella sua zona di influenza.

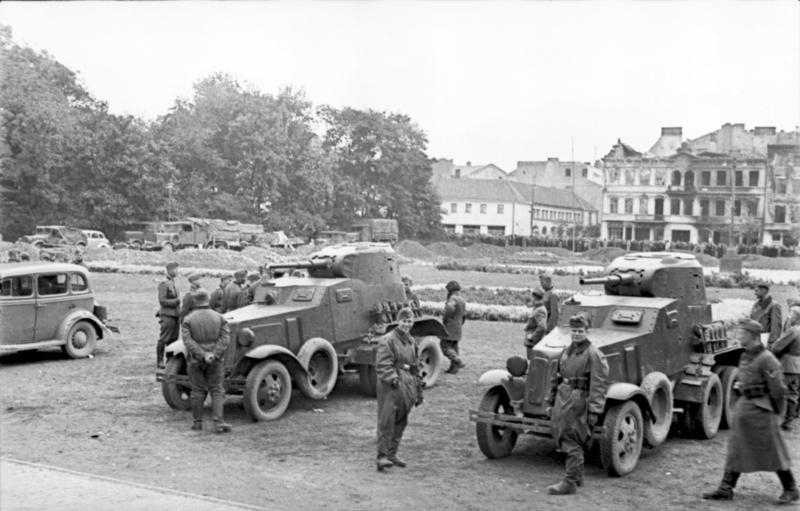
Soldati tedeschi e sovietici a Lublino il 22 settembre 1939.

La rapidità dell'avanzata tedesca e l'accerchiamento di Varsavia ormai completato avevano indotto lo Stato Maggiore polacco a incominciare una ritirata in direzione della parte sud-orientale del paese verso il confine con la Romania, allo scopo di proseguire la guerra, continuando a confidare nell'intervento degli Alleati, ma tale intento venne frustrato dall'ingresso sul territorio polacco dell'Armata Rossa, in violazione del trattato di pace di Riga del 1921 e del patto di non aggressione sovietico-polacco del 1932. Il debole fronte orientale polacco, il cosiddetto Korpus Ochrony Pogranicza, aveva a sua disposizione solo 25 battaglioni di fanteria, ai quali avrebbero dovuto unirsi le truppe delle armate del fronte occidentale che stavano ripiegando, ma, prima che queste potessero arrivare, i sovietici erano già penetrati nelle regioni orientali della Polonia occupando le città di Tomaszów Lubelski e Hrodna, creando i cosiddetti fronti "bielorusso" e "ucraino".

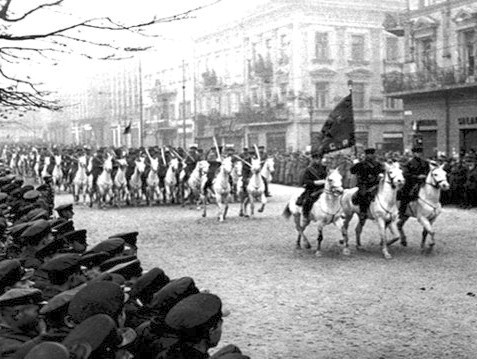
Truppe sovietiche a cavallo sfilano a Leopoli il 28 settembre 1939.

L'invasione sovietica costrinse dapprima alle dimissioni, e immediatamente dopo alla fuga, il Presidente della Polonia Ignacy Mościcki e il maresciallo Rydz-Śmigły, i quali, nonostante esortassero i soldati a continuare a combattere, ripararono in Romania; il giorno successivo i sovietici raggiunsero Brest-Litovsk, occupata due giorni prima dalle avanguardie della 4ª armata tedesca provenienti da nord, incontrandosi, il giorno 20, nell'antica città polacca con le truppe della Wehrmacht, sancendo di fatto, a campagna ancora in corso, una spartizione politica della Polonia.
Le operazioni militari di parte sovietica proseguirono comunque fino alla definitiva capitolazione del paese; esse furono altrettanto rapide di quelle tedesche ma, diversamente da quanto realizzato dalle divisioni meccanizzate della Wehrmacht, il compito fu reso più facile dalla situazione in cui versava la Polonia, ossia un paese ormai senza governo, con un esercito senza più comando e un doppio fronte aperto: il 22 settembre fu conquistata Leopoli e l'Armata Rossa raggiunse la linea rappresentata dai fiumi Narew, Bug, Vistola e San il 28 settembre, incontrandosi con le unità tedesche provenienti da nord e da ovest, ed è da rilevare che, contrariamente a quanto avvenuto nei confronti della Germania, non vi fu alcun intervento o dichiarazione di guerra da parte degli Alleati nei confronti dell'Unione Sovietica.

### La caduta di Varsavia

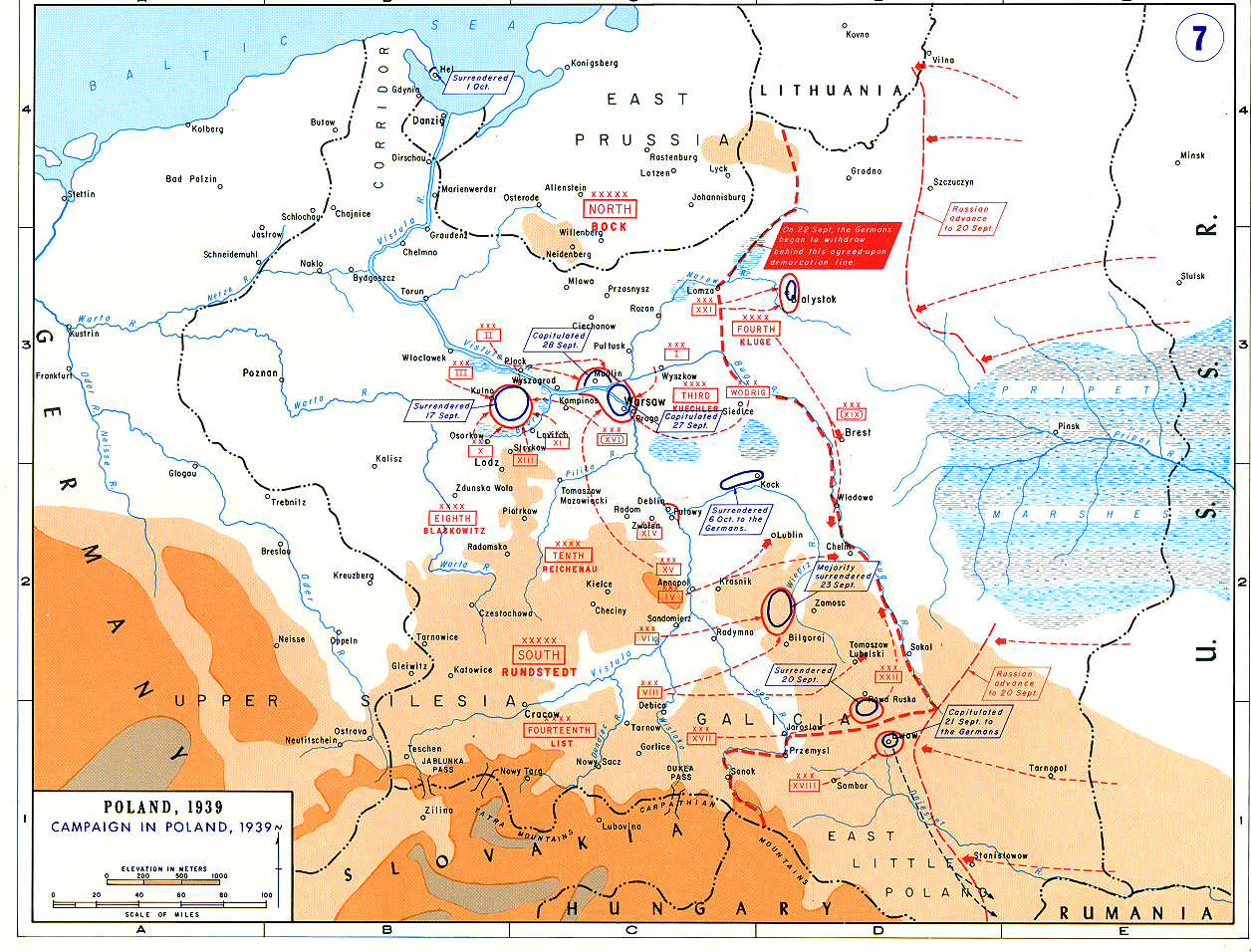
Gli accerchiamenti realizzati dai tedeschi prima dell'attacco finale a Varsavia.

Il 17 settembre il generale Walther von Brauchitsch proclamò, a operazioni ancora in corso, la fine della campagna di Polonia e, contestualmente, l'attacco sovietico alle spalle dello schieramento polacco, che velocemente si era disgregato davanti alle forze meccanizzate tedesche, costrinse ciò che rimaneva dell'esercito della Polonia a un'impari lotta su due fronti, mentre Varsavia era già stata completamente circondata. La stretta finale alla capitale ebbe inizio con una serie di bombardamenti che si sarebbero protratti, sia di notte sia di giorno, per tutta la durata della battaglia e per realizzarli vennero utilizzate la 1ª e la 4ª Luftflotte, comandate rispettivamente dai generali Albert Kesselring e Alexander Löhr, allo scopo di colpire obiettivi militari e civili che accrebbero notevolmente il numero delle vittime.

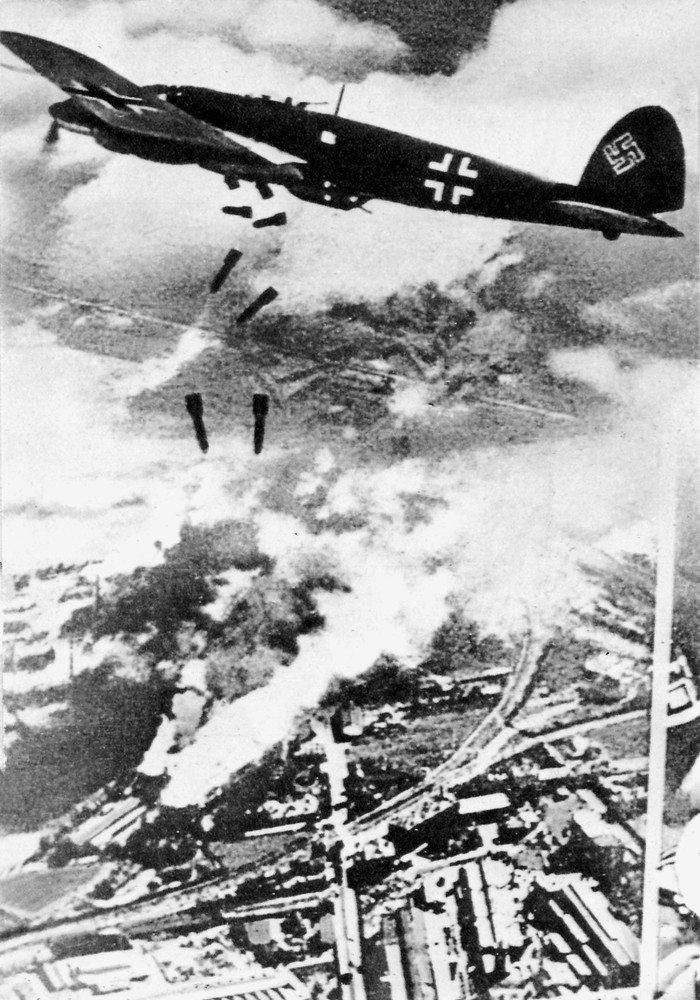
Bombardiere tedesco Heinkel He 111 durante i bombardamenti su Varsavia.

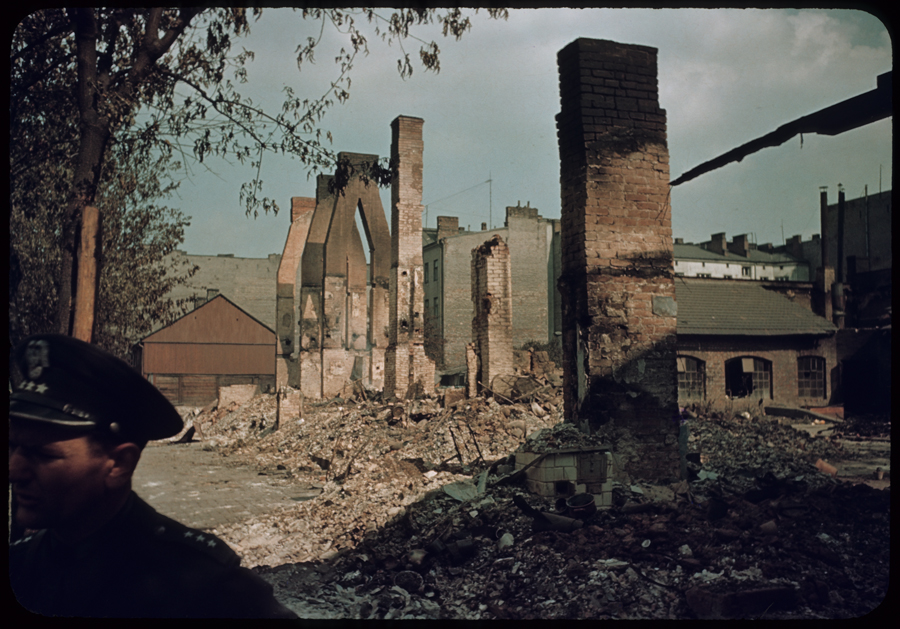
Il quartiere Praga a Varsavia, dopo il bombardamento tedesco nel settembre 1939.

Nei giorni successivi le forze tedesche sferrarono l'attacco finale a Varsavia con nove divisioni, cinque da ovest e quattro da est, preceduto, oltre che dai bombardamenti aerei, da un intenso fuoco di sbarramento realizzato da circa 70 batterie di artiglieria da campo e da 80 di artiglieria pesante; il 20 settembre le forze provenienti dalla riva est della Vistola riuscirono a penetrare nel quartiere di Praga, venendone tuttavia respinte dalla resistenza della Dowództwo Obrony Warszawy e da quella parte di popolazione civile che aveva deciso di non arrendersi e di imbracciare le armi; la situazione all'interno della città era sempre più disperata e, il 21 settembre, tutte le rappresentanze diplomatiche neutrali furono evacuate dalla capitale mentre, il 22 settembre, Hitler, che si era recato in visita alle truppe che stazionavano nella periferia di Varsavia, ordinò all'8ª armata di attaccarla da ovest, in modo che i profughi in fuga si dirigessero nel territorio ormai occupato dai sovietici, allo scopo, una volta terminate le ostilità, di non occuparsene.

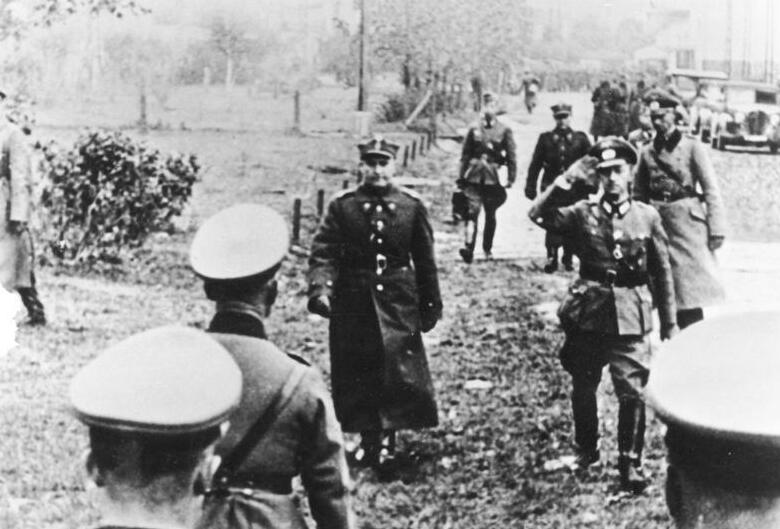
Il generale tedesco Johannes Blaskowitz (di spalle) riceve la resa della città di Varsavia dal generale polacco Tadeusz Kutrzeba.

Il 24 settembre tutte le unità tedesche impegnate nell'attacco a Varsavia furono poste sotto il comando del generale Blaskowitz e il giorno successivo incominciò, preceduta da due giorni consecutivi di bombardamenti aerei, un'ulteriore offensiva che, nonostante la strenua difesa, permise ai tedeschi di cominciare a farsi strada all'interno dei quartieri di Mokotów e di Praga, mentre la situazione della popolazione civile, a causa dei bombardamenti e dei combattimenti incessanti, peggiorava continuamente: la mancanza di cibo e di medicinali, unita alla mancanza di acqua dovuta alla distruzione degli acquedotti, il cessato funzionamento della rete elettrica e telefonica e la presenza di 16 000 soldati e di un numero imprecisato di civili feriti, rendeva la situazione non più sostenibile. Il 26 settembre il generale Rómmel chiese un cessate il fuoco per negoziare la resa, ma stavolta furono i tedeschi a rifiutarla, sostenendo che avrebbero accettato solo una proposta di resa incondizionata.
Viste le condizioni ormai disperate delle forze armate e della popolazione civile all'interno della città i polacchi furono costretti ad accettare e, a mezzogiorno del 27 settembre, il generale Kutrzeba avviò le trattative con il generale Blaskowitz per la resa di Varsavia; i combattimenti cessarono e il giorno successivo venne firmata la definitiva capitolazione della capitale polacca con l'ingresso delle truppe tedesche nella città. Durante la battaglia l'esercito polacco perse 6 000 soldati e 16 000 rimasero feriti, e i circa 140 000 soldati della guarnigione che furono fatti prigionieri incominciarono a essere inoltrati il giorno 30 verso i campi di concentramento tedeschi, giorno in cui a Londra venne costituito il Governo in esilio della Polonia presieduto da Władysław Raczkiewicz.

### La fine della campagna di Polonia

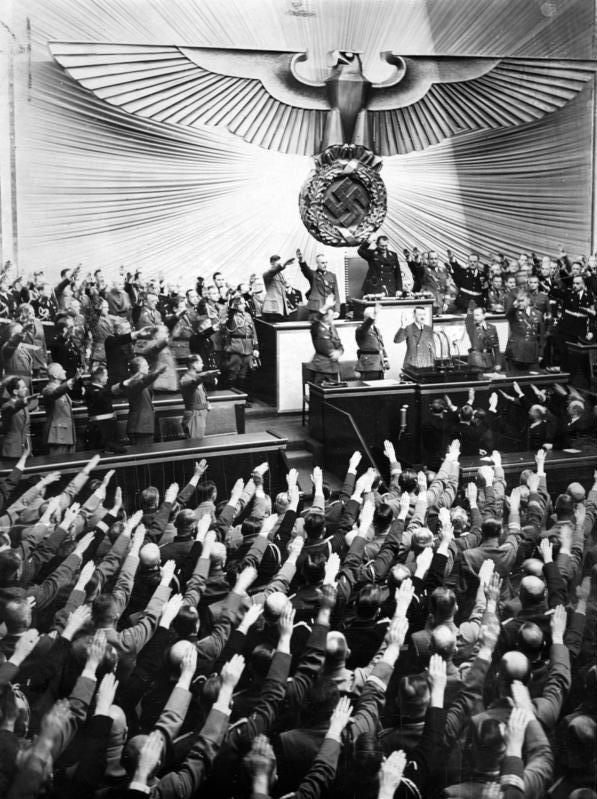
Adolf Hitler al Reichstag, il 6 ottobre 1939, annuncia la fine delle operazioni contro la Polonia.

L'esercito polacco, dopo la caduta di Varsavia, l'invasione sovietica e abbandonate le speranze di un intervento Alleato, proseguì la sua disperata resistenza per un'altra settimana, ma le sorti del paese erano ormai segnate: la guarnigione di Modlin, forte di quattro divisioni e accerchiata dal 10 settembre, si arrese il giorno 28, lasciando ai tedeschi circa 24 000 prigionieri, mentre in precedenza, rispettivamente l'8 e il 19 settembre, si erano già arrese quelle di Westerplatte e di Gdynia.

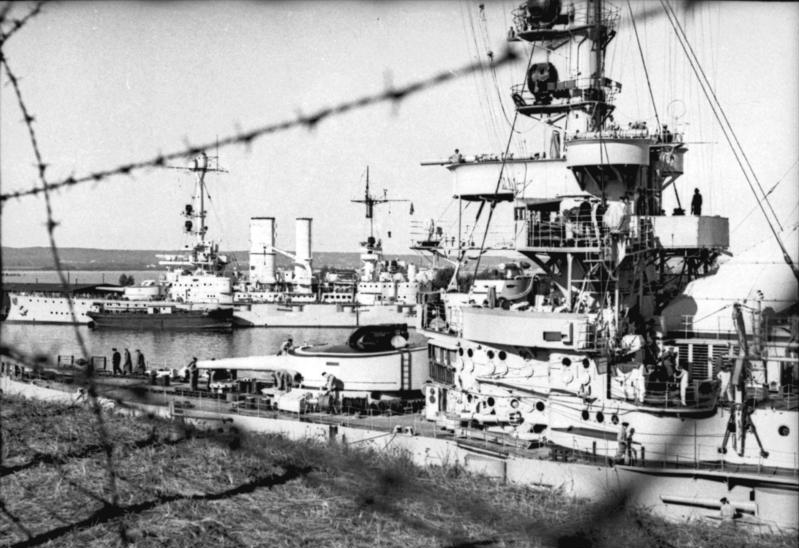
Le due corazzate tedesche Schlesien (sullo sfondo) e Schleswig-Holstein durante le operazioni di sbarco sulla penisola di Westerplatte.

Nel nord del paese il 1º ottobre fu conquistato anche il forte di Hel, comandato dall'ammiraglio Józef Unrug, che resisteva dall'inizio della guerra con una piccola guarnigione formata da 450 fanti di marina, integrati da una milizia civile: il forte, situato su una lingua di terra larga 11 chilometri, fu difeso dalle artiglierie costiere e da campi minati, ma dovette cedere sotto i colpi provenienti dalle corazzate Schleswig-Holstein e Schlesien e dai bombardamenti degli Stuka, i quali distrussero progressivamente le linee ferroviarie necessarie allo spostamento delle batterie utilizzate per la sua difesa.
Nel sud-est del paese, dove si erano radunate le truppe di quello che avrebbe dovuto diventare il fronte rumeno, i combattimenti proseguirono fino al 5 ottobre, quando le ultime forze polacche di una certa consistenza si arresero nel settore intorno alla città di Kock, anche se circa 100 000 soldati riuscirono a mettersi momentaneamente in salvo al di là delle frontiere neutrali di Lituania, Ungheria e Romania; il 6 ottobre al Reichstag Hitler annunciò la fine delle operazioni militari contro la Polonia, nonostante non vi fosse stato un formale atto di resa del paese da parte del Governo polacco in esilio.
La campagna di Polonia era stata combattuta e vinta in sole cinque settimane e, nonostante i combattimenti non fossero cessati immediatamente, in quanto l'attività di guerriglia e di resistenza proseguì fino all'inverno, la Germania era riuscita, con la collaborazione dell'Unione Sovietica, a sconfiggere quello che all'epoca era considerato uno degli eserciti migliori del mondo, ma, dal punto di vista politico, il Führer non riuscì nell'intento di annettere Danzica e la Polonia mantenendo fuori dal conflitto le potenze Alleate, provocando l'inizio della seconda guerra mondiale.

## Gli eventi legati alla campagna di Polonia

### Crimini di guerra

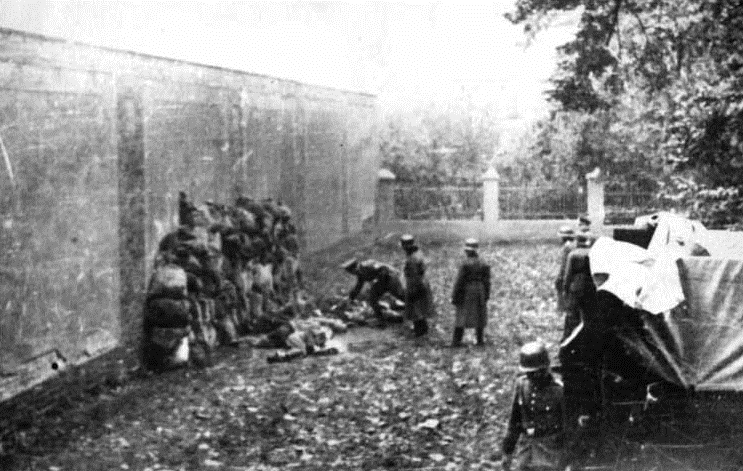
Fucilazione di civili polacchi a Leszno, da parte delle Einsatzgruppen.

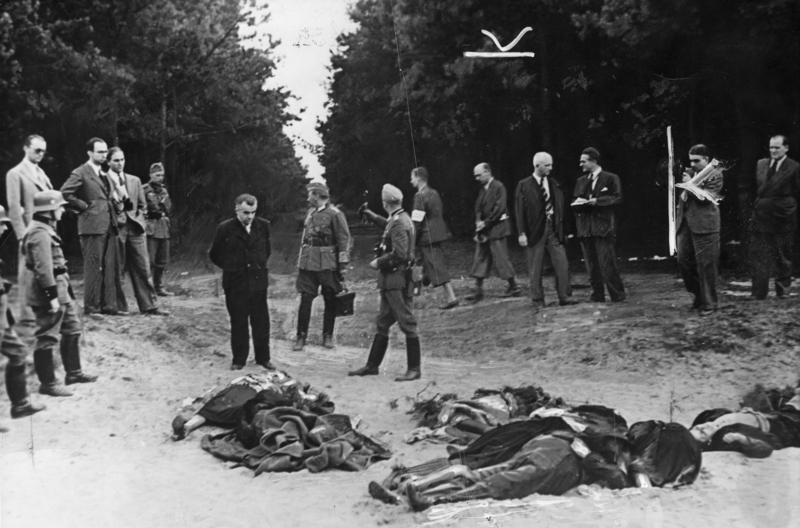
Soldati tedeschi mostrano ai giornalisti alcune vittime tedesche della "domenica di sangue", avvenuta a Bromberg il 3 settembre 1939.

La campagna di Polonia costituì il primo esempio di guerra totale, che, durante l'intera seconda guerra mondiale, si sarebbe estesa a tutti i teatri di operazioni; le perdite civili furono molto alte sia durante sia dopo i combattimenti. I bombardamenti sulle città incominciarono contemporaneamente all'avvio delle operazioni militari e la Luftwaffe bombardò tanto gli obiettivi civili quanto le colonne di profughi; i bombardamenti di Wieluń e di Varsavia provocarono un numero elevatissimo di vittime civili e le truppe tedesche, alle quali erano affiancati reparti delle Waffen-SS e del Selbstschutz (unità paramilitari formate da polacchi e cecoslovacchi di etnia tedesca), uccisero diverse migliaia di prigionieri di guerra polacchi e di civili inermi, e analoghe azioni furono compiute dalle Einsatzgruppen, ossia le unità di eliminazione delle SS, le quali, durante la preparazione dell'operazione Tannenberg, uccisero altre migliaia di polacchi in varie esecuzioni di massa.
In un caso particolare, avvenuto il 3 settembre 1939 e conosciuto come "domenica di sangue di Bromberg", le truppe polacche che si stavano ritirando dall'omonima città, avvertirono colpi di arma da fuoco che esse pensarono provenire da civili di origine tedesca che abitavano la città e, come reazione, i soldati e i civili polacchi linciarono tra le 223 e le 358 persone di etnia tedesca; la rappresaglia fu immediata: i tedeschi passarono per le armi circa 3 000 polacchi e, entro la fine dell'anno, altri 13 000 furono deportati nel campo di concentramento di Stutthof. In totale le perdite civili polacche ammontarono a 150 000, mentre 250 000 furono gli ebrei vittime di pogrom scatenati dai polacchi approfittando del caos generale.

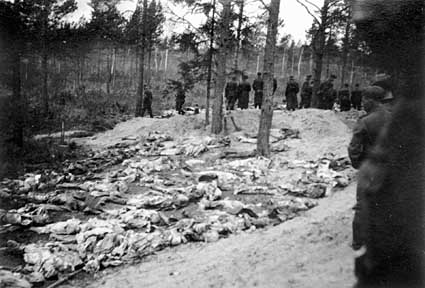
Vittime del massacro di Katyn', riesumate dai tedeschi nel 1943.

Degno di menzione è il massacro di Katyn', che, dopo la sua scoperta, causò la rottura delle relazioni diplomatiche tra l'Unione Sovietica e il Governo polacco in esilio; questo infatti, dopo la fine della campagna di Polonia, chiese al Governo sovietico il rilascio dei prigionieri di guerra, ma risultarono mancanti circa 22 000 uomini, tra i quali circa 10 000 ufficiali, che, nell'aprile del 1940, erano stati trasferiti dai campi di prigionia siti a Kozielsk, Starobielsk e Ostaszków verso una località sconosciuta senza dare più notizie. Da quel momento il Governo polacco inviò a Mosca 49 note diplomatiche per conoscere la loro sorte senza ricevere mai risposta e quando, nel dicembre del 1942, il generale Władysław Sikorski si recò personalmente da Stalin il dittatore fu evasivo, sostenendo che probabilmente essi erano fuggiti in Manciuria.
Il 13 aprile 1943 radio Berlino diffuse la notizia che, nei pressi di Smolensk, la popolazione locale aveva indicato alle autorità tedesche un punto nella foresta di Katyń dove sarebbero state compiute esecuzioni di massa e dove la GPU avrebbe trucidato alcune migliaia di ufficiali polacchi; alla diffusione della notizia seguirono dati e immagini che raffiguravano uomini in uniforme polacca, seppelliti con fori di arma da fuoco alla testa e con le mani legate, ma il Governo sovietico sostenne che tali uomini erano stati impiegati per la costruzione di strade e che, a seguito dell'avanzata della Wehrmacht erano caduti in mano tedesca, venendo successivamente uccisi dai nazisti; tale tesi in quel momento fu avallata dalle potenze Alleate, le quali ritennero la notizia di una strage perpetrata dai sovietici frutto della propaganda di Goebbels.

### La spartizione della Polonia

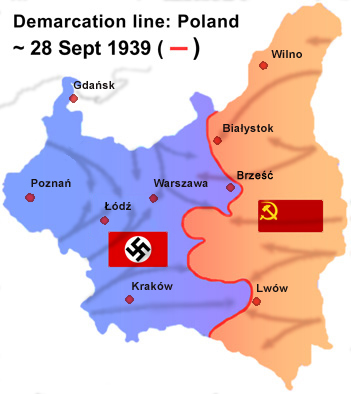
La linea di demarcazione delle zone di influenza tedesca e sovietica sulla Polonia, determinate il 28 settembre 1939.

Al termine della campagna di Polonia, il paese fu spartito tra la Germania, l'Unione Sovietica, la Lituania e la Slovacchia: alcune parti vennero direttamente annesse alla Germania, per un totale di 94000 km², la libera città di Danzica e tutti i territori ceduti alla Polonia nel 1918, comprendenti una popolazione di circa 9.500 000 persone, 82% polacchi, 11% tedeschi e 7% altri, mentre altre zone andarono a costituire parte del cosiddetto Governatorato Generale, 94000 km² e circa 10 000 000 di abitanti; l'Unione Sovietica incorporò circa 200000 km² di territorio polacco, con circa 13 700 000 abitanti, nella Repubblica Sovietica dell'Ucraina e in quella Bielorussa. Il 28 settembre fu siglato un altro accordo segreto tedesco-sovietico, che modificò gli accordi di agosto: tutta la Lituania ricadde nella zona di influenza sovietica, mentre la linea di divisione della Polonia fu spostata in favore della Germania fino al fiume Bug.

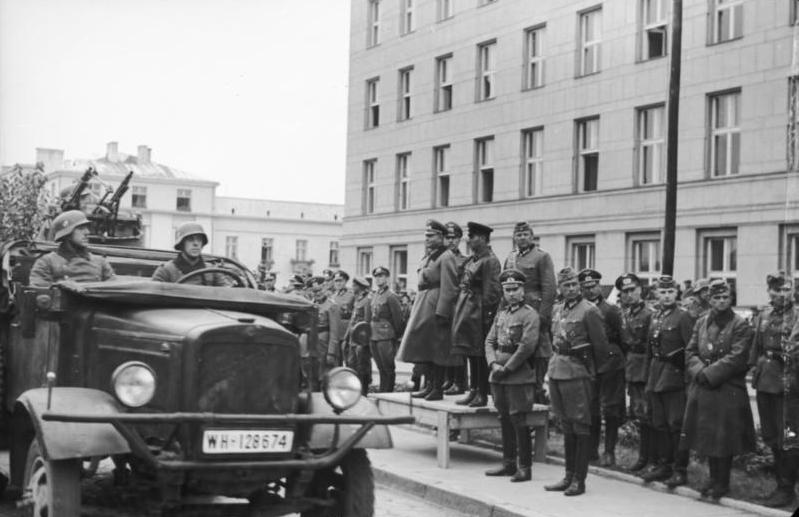
Il generale Heinz Guderian osserva le truppe tedesche in parata insieme con il generale sovietico Semën Krivošein a Brest-Litovsk il 22 settembre 1939.

Le zone di influenza erano separate da barriere naturali costituite dai corsi d'acqua ma, durante la campagna, le truppe sovietiche e tedesche s'incontrarono in diverse occasioni, la più importante delle quali avvenne il 22 settembre a Brest-Litovsk: il XIX corpo corazzato tedesco aveva occupato la città, ma i ministeri degli esteri dei due paesi avevano precedentemente concordato che questa sarebbe ricaduta nella zona di influenza dell'Unione Sovietica. Il generale Guderian venne raggiunto dal generale sovietico Semën Krivošein, comandante della brigata corazzata che era avanzata fino a Brest-Litowsk, e i due ufficiali negoziarono personalmente i termini del ritiro delle truppe tedesche dalla città: queste si sarebbero ritirate entro la giornata mentre i sovietici avrebbero fatto il loro ingresso ufficiale e, mentre il XIX corpo corazzato incominciava il trasferimento che lo avrebbe portato ad acquartierarsi a Zambrów, due formazioni dei rispettivi eserciti si unirono in una parata con il relativo scambio di bandiere.
L'Unione Sovietica occupò i territori polacchi con popolazione prevalentemente ucraina e bielorussa e, nel periodo tra il 17 settembre del 1939 e il 22 giugno del 1941, data di inizio dell'operazione Barbarossa, trovarono la morte o la deportazione circa 1 800 000 ex cittadini polacchi; molti di questi, ritenuti pericolosi per il regime comunista, vennero sottoposti alla sovietizzazione, alla prigionia nei gulag o eliminati, ma una parte di queste morti non fu da ascriversi all'Armata Rossa, quanto piuttosto alle rivalità etniche che esplosero dopo l'inizio dell'occupazione, in particolare quelle compiute dai nazionalisti ucraini che massacrarono la popolazione delle frazioni polacche dell'Ucraina occidentale.

### Il Governatorato Generale

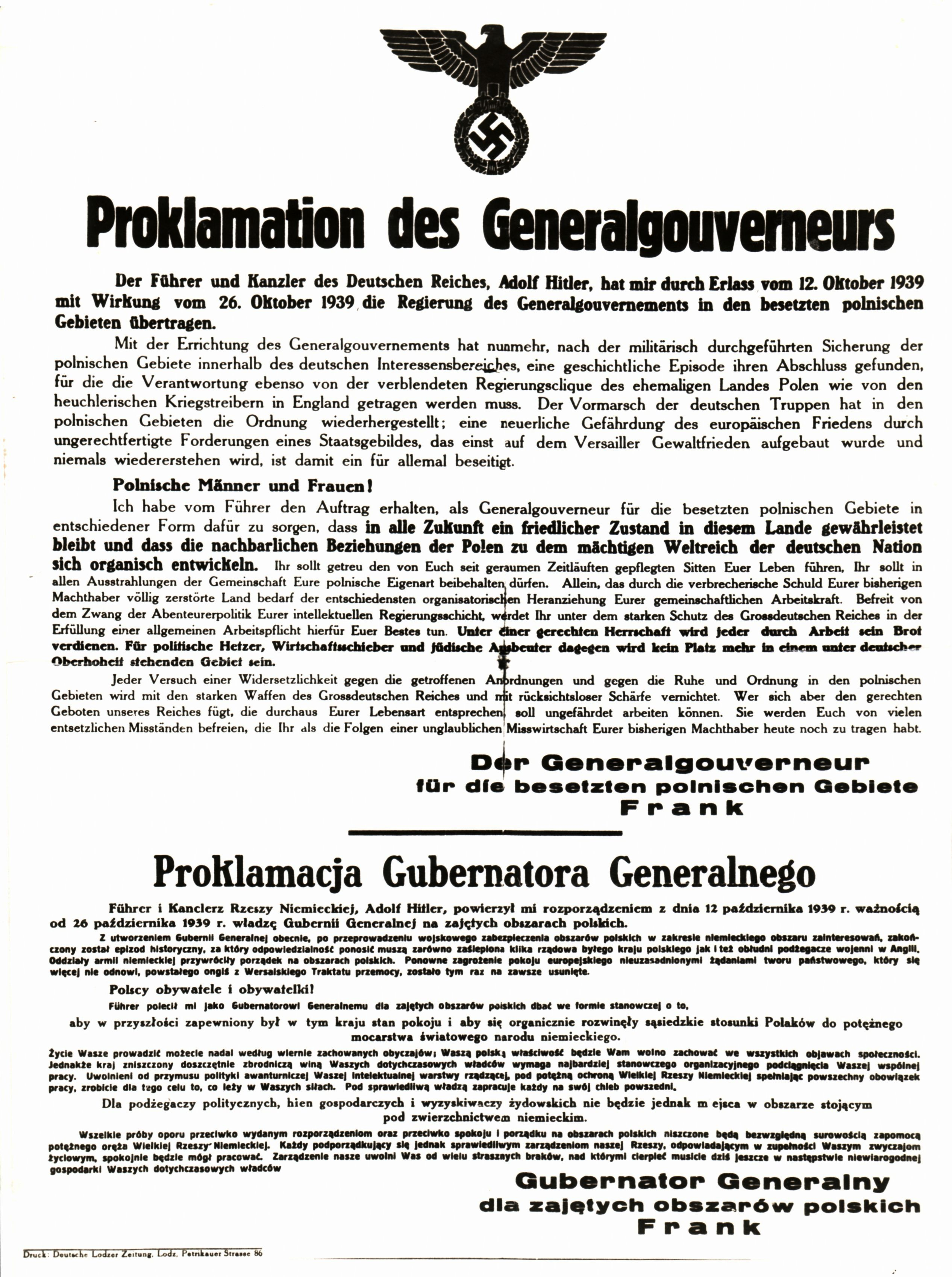
Il manifesto di proclamazione del governatorato Generale, datato 26 ottobre 1939.

Il 21 settembre, mentre le operazioni militari erano ancora in corso, Reinhard Heydrich elaborò un progetto di deportazione e di trasferimento nei ghetti urbani delle città polacche di centinaia di migliaia di ebrei, sostenendo che questo sarebbe stato il primo passo verso la Endlosung, la soluzione finale della questione ebraica, e le modalità di esecuzione di tale progetto erano legate ai nuovi limiti territoriali che sarebbero stati imposti alla Polonia dopo la fine della campagna. Immediatamente dopo la sconfitta e la spartizione della Polonia le regioni del paese occupate militarmente furono annesse al Reich mentre le zone meridionali e orientali furono occupate, andando a costituire una sorta di "colonia", la quale assunse la denominazione di Governatorato Generale, ossia un luogo privo di garanzie costituzionali e internazionali, governato unicamente in base al "diritto di occupazione", dove risiedevano tra i 12 e i 15 000 000 di abitanti, e dove, nei piani di Heydrich, avrebbero dovuto essere trasferiti circa 1 000 000 di ebrei, allo scopo di lasciare "spazio vitale" allo spostamento verso est della popolazione di etnia tedesca; al posto di governatore, o Reichsprotektor, fu nominato Hans Frank.

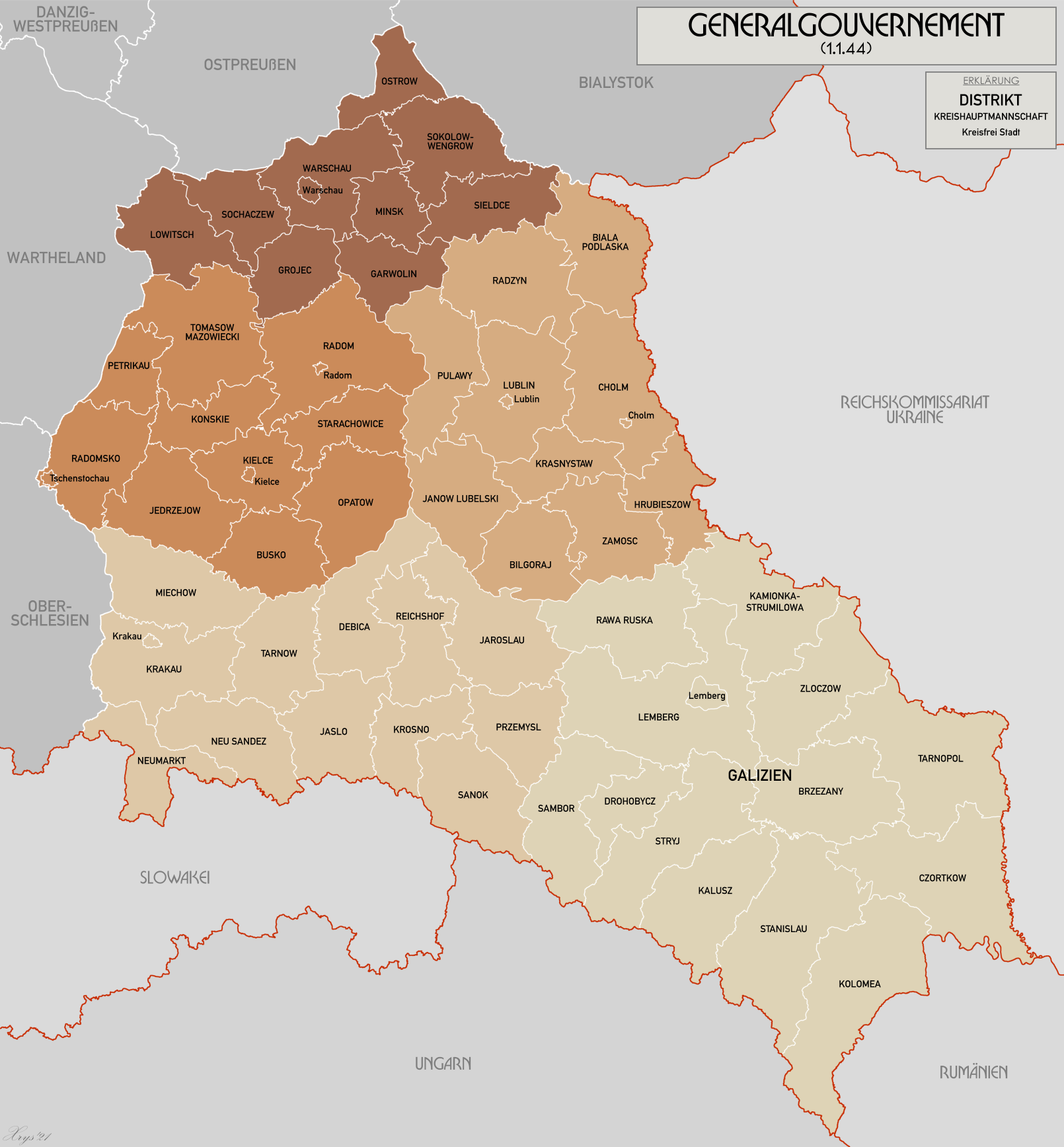
I confini del Governatorato Generale dopo l'Operazione Barbarossa.

Il governatorato Generale ebbe come centro amministrativo e politico la città di Cracovia e fu suddiviso a sua volta in cinque distretti: Varsavia, Cracovia, Galizia, Lublino e Radom. Il giorno 8 ottobre la Germania aveva ufficialmente riannesso i territori sottrattigli a seguito del trattato di Versailles.Vedi
Hans Frank, appena insediatosi, dichiarò che «Varsavia non avrebbe dovuto più essere ricostruita» e immediatamente dopo incominciò l'applicazione delle direttive provenienti da Heydrich: dal 1º dicembre, i treni riversarono nel governatorato Generale una media di 3 000 persone al giorno, tra le quali erano compresi, oltre gli ebrei, anche zingari e cittadini polacchi sgraditi al nuovo regime, e contemporaneamente incominciarono le deportazioni in Germania, allo scopo di trasportare nel paese manodopera per le industrie belliche; deportazioni che avvennero con modalità coercitive e brutali, tanto che le fucilazioni divennero ben presto una prassi abituale.
Alla deportazione e alla segregazione fece seguito il secondo scopo che il Reichsprotektor si era prefisso, ossia la distruzione della cultura polacca: con decreto, licenziato il 12 aprile 1940, si dispose che potevano rimanere aperte solo le classi inferiori delle scuole elementari e professionali, fu soppresso l'insegnamento di materie quali storia, geografia e lingue straniere e anche l'educazione fisica fu vietata; gli istituti per la formazione degli insegnanti furono chiusi e i maestri polacchi furono sostituiti con poliziotti tedeschi in pensione e, mentre l'istruzione venne sostanzialmente orientata verso professioni agrarie o artigianali, le autorità tedesche "ricompensarono" gli scolari polacchi, adibiti alla raccolta dei rottami di ferro, con abbondanti distribuzioni di acquavite.

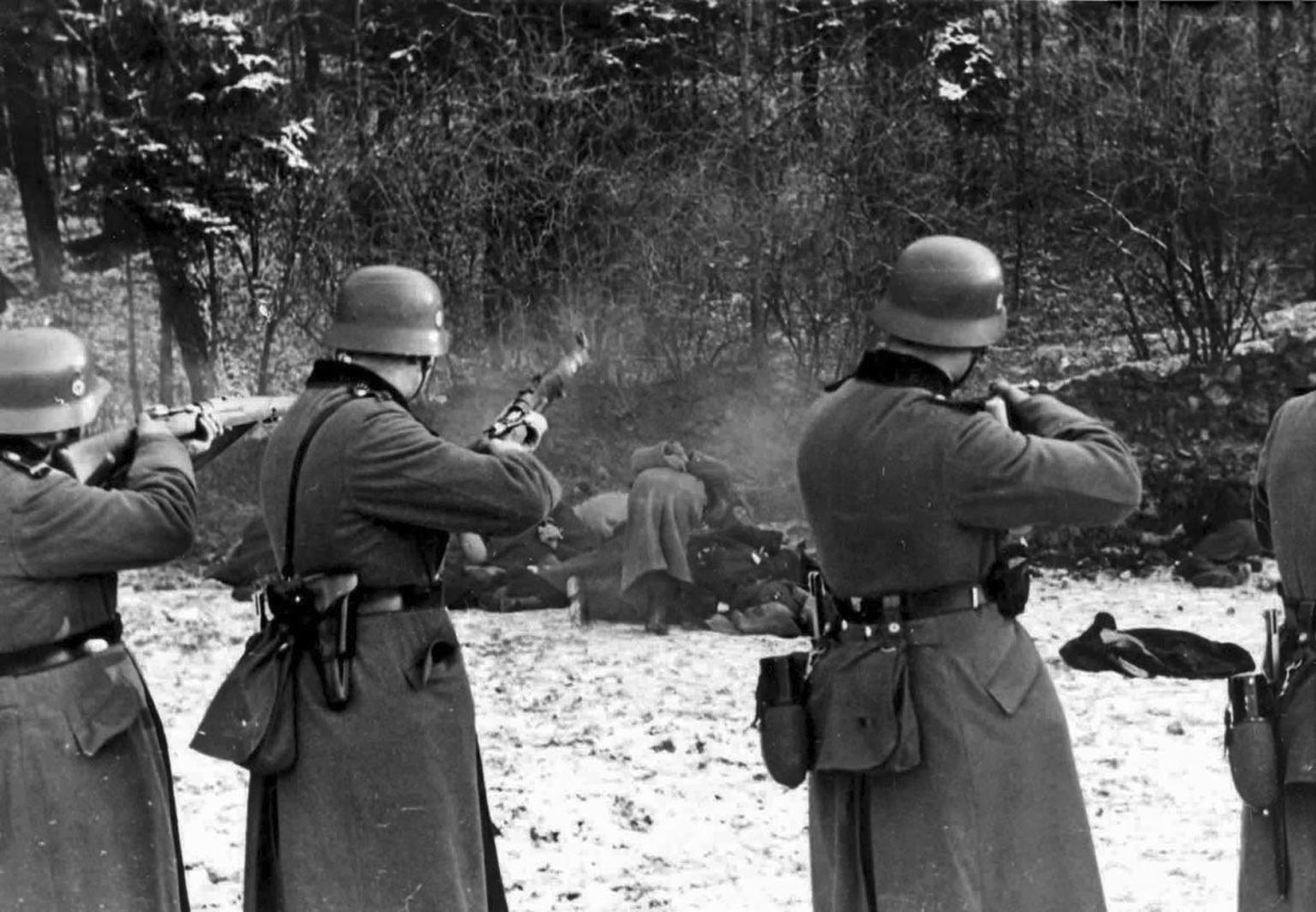
L'esecuzione di 56 civili polacchi avvenuta a Bochnia il 18 dicembre 1939.

L'opera di smantellamento della cultura polacca non si limitò alle istituzioni, ma colpì direttamente anche le persone: un'ordinanza del governatorato Generale stabilì che dovevano essere "preferibilmente" fucilati i giuristi, i medici, i sacerdoti, gli insegnanti, gli artisti e gli scienziati; le biblioteche furono chiuse e le poche che furono riaperte furono private di dizionari di lingua straniera, di libri degli scrittori classici polacchi e delle opere storiche e filosofiche, mentre i docenti universitari di Cracovia vennero inviati in grande numero presso il campo di concentramento di Sachsenhausen fino a quando, nella primavera del 1940, la repressione crebbe ulteriormente, con l'operazione organizzata dalle SS denominata AB-Aktion, o "azione di pacificazione", dove trovarono la morte per fucilazione circa 3 500 intellettuali polacchi.

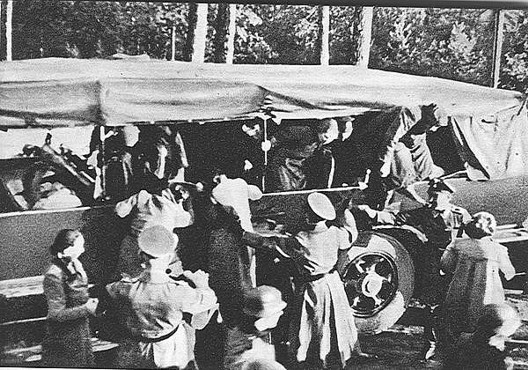
SS ed elementi del Reichssicherheitshauptamt traggono in arresto intellettuali e docenti universitari a Palmiry, nei pressi di Varsavia, durante l'AB-Aktion.

Nel governatorato Generale anche l'informazione venne fortemente limitata: fu dato ordine di requisire tutti gli apparecchi radio e il semplice possesso comportava la condanna a morte. Le disposizioni di Frank previdero che i residenti sarebbero stati informati da altoparlanti installati nelle vie e nelle piazze principali, da dove sarebbero state diffuse notizie in lingua polacca. I teatri furono chiusi e ai pochi che rimasero aperti fu fatto divieto di inscenare drammi e opere liriche, così come vennero vietate la musica classica, i canti popolari e nazionali, e contemporaneamente si diffuse nel territorio occupato la germanizzazione: vennero aperte scuole, librerie, mostre d'arte e cinema tedeschi e parimenti incominciarono le restrizioni e le persecuzioni nei confronti degli ebrei.

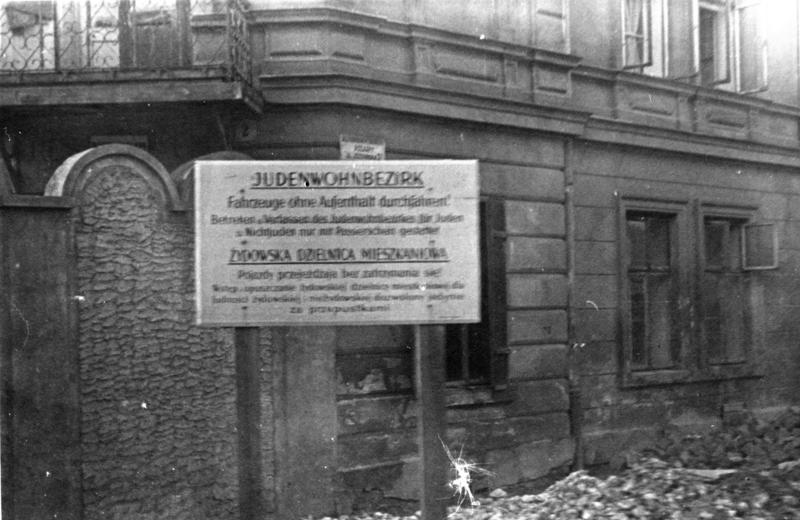
Il muro eretto dalle SS in uno degli ingressi del ghetto di Cracovia, con il cartello che indica il "limite della zona ebraica".

Hitler, a seguito della proclamazione del governatorato Generale, sollevò la Wehrmacht da qualsiasi responsabilità in merito all'occupazione della Polonia e le truppe furono frettolosamente ritirate prima che l'amministrazione dei nuovi distretti si fosse consolidata; il vuoto fu colmato dalle Einsatzgruppen che, affiancate da milizie di Volksdeutsche, o "unità di autodifesa", formate dai cittadini di etnia tedesca, i quali precedentemente avevano subito rappresaglie da parte dei partigiani polacchi, furono delegate al mantenimento dell'ordine nelle zone occupate, godendo, in base alle direttive provenienti dal Reichsführer delle SS Heinrich Himmler, di una libertà di azione pressoché assoluta; la particolare violenza del comportamento delle unità di autodifesa contro la popolazione polacca lo indusse tuttavia a suddividerle in gruppi e a porle sotto il comando diretto delle SS, e l'Oberführer Gottlob Berger ne divenne il responsabile.
Parallelamente alle attività di repressione, nella Polonia occupata incominciarono quelle di segregazione e di isolamento della popolazione ebraica: questa, che prima della guerra viveva in buona parte in ghetti privi di mura, venne costretta dapprima a indossare bracciali raffiguranti la stella di David e successivamente a essere completamente "concentrata" all'interno dei ghetti, i cui accessi vennero inizialmente controllati con barriere e filo spinato e in seguito chiusi innalzando muri, consentendo l'ingresso e l'uscita per lo più da un unico punto; una volta segregata i nazisti affidarono il controllo della popolazione ebraica a "consigli ebraici", o Judenräte, eletti dagli ebrei o selezionati dai tedeschi, i quali avevano la responsabilità di porsi come tramite tra l'autorità tedesca e i residenti nei ghetti.
Le condizioni di vita nei ghetti erano miserevoli e, dopo i primi mesi, la media di mortalità per fame e malattie crebbe in maniera esponenziale, tanto che, nei primi mesi del 1941, nel solo ghetto di Varsavia si registrò una media di 2 000 decessi al mese e questo fece solo da preludio a quanto sarebbe accaduto un anno dopo, a seguito delle decisioni prese durante la conferenza di Wannsee del gennaio del 1942, dove fu definitivamente pianificato lo sterminio di tutta la popolazione ebraica residente in Europa. Hans Frank sostenne apertamente che la guerra avrebbe avuto come scopo, oltre alla conquista dello "spazio vitale", "l'eliminazione totale dell'ebraismo", e fu in questa prospettiva che ebbe ufficialmente termine la campagna di Polonia.

### La strana guerra

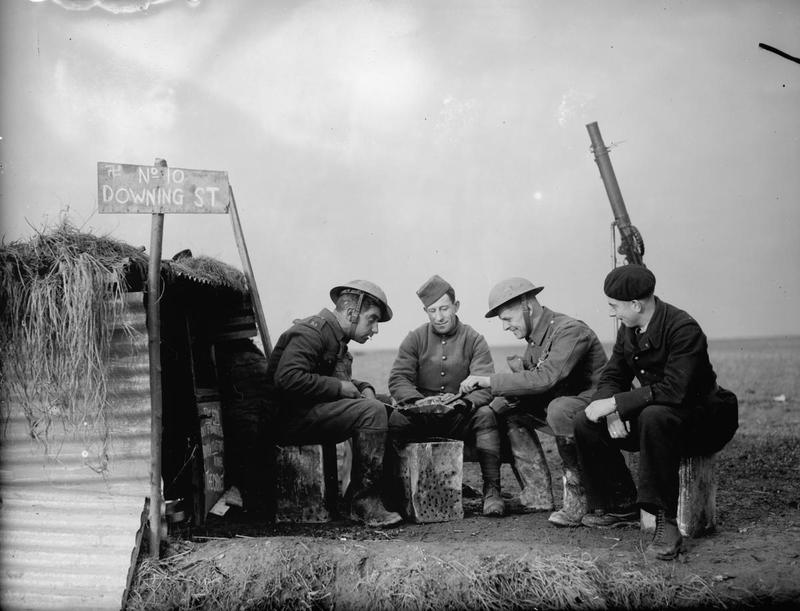
Novembre 1939, soldati britannici e francesi giocano a carte in un campo d'atterraggio durante la strana guerra.

Al termine delle operazioni contro la Polonia Hitler lanciò messaggi di pace a Francia e Gran Bretagna, ma questi furono respinti dai rispettivi primi ministri l'11 e il 12 ottobre e il periodo che seguì vide una preparazione da ambo le parti per l'inizio di un'offensiva terrestre tedesca sul fronte occidentale, preparazione che fu tuttavia priva di significative operazioni, tanto da essere passata alla storia come la "strana guerra".
Il Consiglio supremo Alleato decise di presidiare la linea Mosa-Anversa in caso di attacco tedesco attraverso il Belgio mentre la Germania, con la direttiva n. 6 del 6 ottobre 1939, stabilì i piani d'invasione della Francia, utilizzando la medesima strategia messa in atto durante la prima guerra mondiale, ossia la violazione della neutralità del Belgio e dei Paesi Bassi, piani che vennero tuttavia scoperti dalle autorità belghe il 10 gennaio 1940 a seguito di un incidente aereo che permise il recupero dei documenti segreti relativi al cosiddetto Fall Gelb, il "caso giallo", ma anche a fronte di questo importante ritrovamento il Belgio non permise alle truppe britanniche e francesi l'attraversamento del confine per non offrire un casus belli alla Germania.
Più intensa fu l'attività sui mari: i tedeschi condussero una massiccia operazione di posa di mine magnetiche sulle rotte che portavano agli approdi per le navi britanniche, la corazzata tascabile Admiral Graf Spee, si autoaffondò nell'estuario del Río de la Plata, ritenendo impossibile uno scontro con forze navali Alleate erroneamente ritenute superiori, dopo una serie di nove affondamenti di naviglio mercantile nell'oceano Atlantico, e, dopo l'impresa del tenente di vascello Günther Prien nella base britannica di Scapa Flow, sempre più intensa si propose l'attività degli U-Boot.